# Parc national d'Iguazú
Ne doit pas être confondu avec Parc national de l'Iguaçu.
Le parc national d'Iguazú est un parc national d'Argentine, et s'étend sur plus de 67 620 hectares. Il se trouve à l'extrémité nord-est du pays, au nord de la province de Misiones.
Créé le 9 octobre 1934 sous les dispositions de la loi nationale no 12.103, le parc est mondialement reconnu pour la beauté naturelle des chutes d'Iguazú, et de la biodiversité de sa forêt subtropicale. De l'autre côté de la rivière Iguazú se tient la partie brésilienne du parc naturel : le parc national de l'Iguaçu. Les deux parcs furent déclarés comme patrimoine mondial par l'UNESCO en 1984 et en 1986.

## Histoire

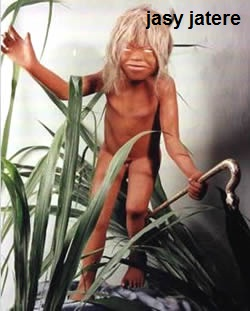
Représentation de Jasy Jatere, fils de Tau et Kerana, personnage maudit de l'ancienne mythologie guaranie

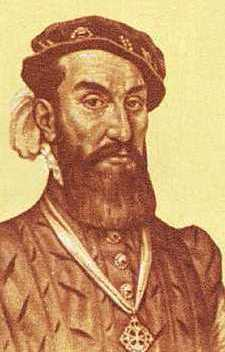
Álvar Núñez Cabeza de Vaca qui découvrit les chutes en 1542.

La région du Haut-Paraná, où se trouve le parc national de l'Iguazú, présente des traces d'habitation par l'homme qui remontent à plus de 10 000 ans. On estime que vers l'an mil les Guaranis, originaires du Nord, ont fait irruption dans la région et en ont chassé les indigènes qui y vivaient alors.
Au moment de l'arrivée des Espagnols, au XVIe siècle, les Guaranis étaient en train d'agrandir leur territoire. Ils se caractérisaient entre autres par la variété de leur agriculture.
En 1542 le premier Européen, Álvar Núñez Cabeza de Vaca découvre les cataractes qu'il baptise : « Saltos de Santa María ». Vers 1609 se sont établies dans la région les premières missions jésuites, qui y restèrent pendant plus d'un siècle et demi : la principale des réductions ou des villes missionnaires a été Santa Maria del Iguazú, sous souveraineté espagnole. Son emplacement est pratiquement le même que la ville brésilienne actuelle de Foz do Iguaçu.
À la fin du XIXe siècle la première expédition touristique est arrivée sur les lieux. Elle comptait parmi ses membres Victoria Aguirre, qui a donné les fonds nécessaires à la construction de la piste  qui relie Puerto Iguazú (qui s'appelait au début du XXe siècle Puerto Aguirre) aux cataractes.
En 1902, le ministère de l'Intérieur d'Argentine a chargé Charles Thays de procéder à un relevé détaillé des cataractes, qui par la suite a été pris comme base pour la loi qui a créé le parc national.

## Description
Les cataractes se trouvent sur le Rio Iguazú, qui a une longueur totale de 1 320 km jusqu'à ce qu'il se jette dans le Rio Paraná. Le confluent en question se trouve à 23 km en aval des cataractes.
La rivière a une largeur qui se situe entre les 500 et les 1 000 m tout au long de son parcours ; dans la zone du parc national elle s'élargit jusqu'atteindre 1 500 m.

## Flore
Aussi bien sur les bords de la rivière que dans les nombreuses îles du delta qui se forme croissent plusieurs espèces d'arbres qui se caractérisent par leur exigence en humidité   : on trouve entre autres le curupay (Anadenanthera colubrina), le laurier blanc (Nectandra lanceolata), le mbarayú ou pin du Parana (Araucaria angustifolia), l'aguay (chrysophyllum gonocarpum ou lucumifolium) et le ceibo , (dont la fleur est la fleur nationale de l'Argentine) sont certaines d'elles.
Le climat de la zone permet la coexistence de forêts de curupay et de nombreux pâturages, combinaison qui n'existe que dans cette partie du pays.
Dans son ensemble, la flore arborée du parc national d'Iguazú se compose de plus de 90 espèces ; (erythrina crista-galli)parmi les plantes caractéristiques du lieu se trouvent les ensembles de palmitos (Euterpe edulis) et de palo rosa (aspidosperma polyneuron) appelé aussi peroba. Ces derniers sont des arbres qui peuvent atteindre jusqu'à 40 m de hauteur, et à l'ombre desquels poussent les palmitos.
La zone du parc national possède en outre des étendues forestières de laurel negro (Nectandra megapotamica) et de guatambu (Balfourodendron riedelianum) en association avec le palo rosa et le palmito, formation typique du nord missionnaire. Des forêts-galeries de sarandís (Phyllanthus sellowianus) et de mataojos (Pouteria salicifolia) couvrent les rives du río Iguazú et ses îles. Dans les environs immédiats des cataractes, dans ses brumes constantes, vit une profusion d'épiphytes d'orchidées et diverses podostemaceae, famille propre aux eaux rapides et fort oxygénées.

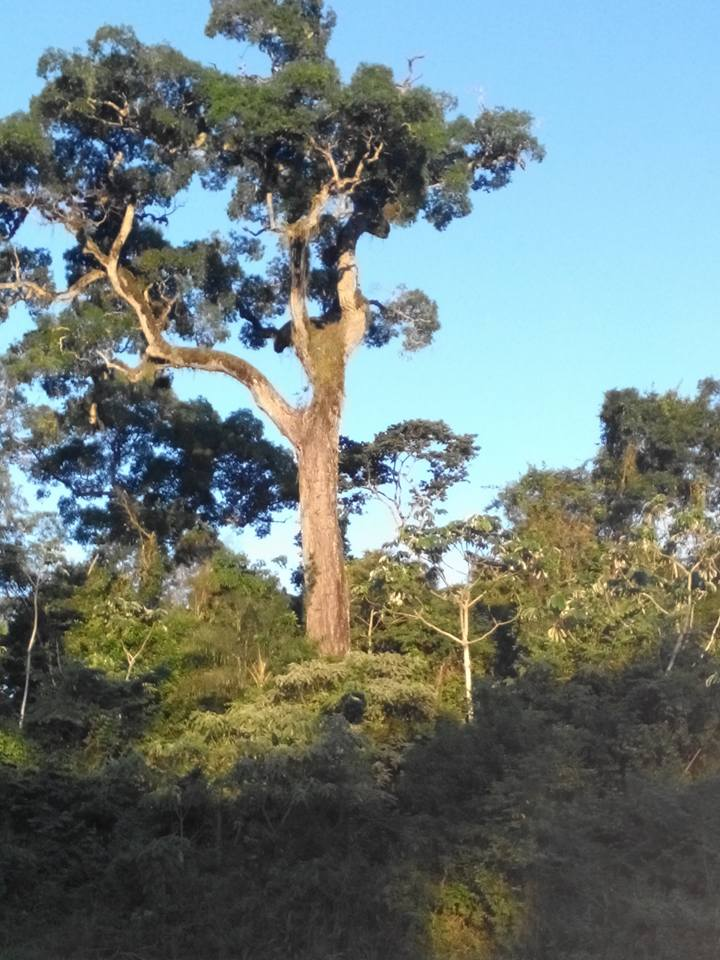
Palo rosa (aspidosperma polyneuron). C'est un arbre à croissance rapide (jusque 50 cm par an), dont le bois est utilisé notamment en menuiserie.
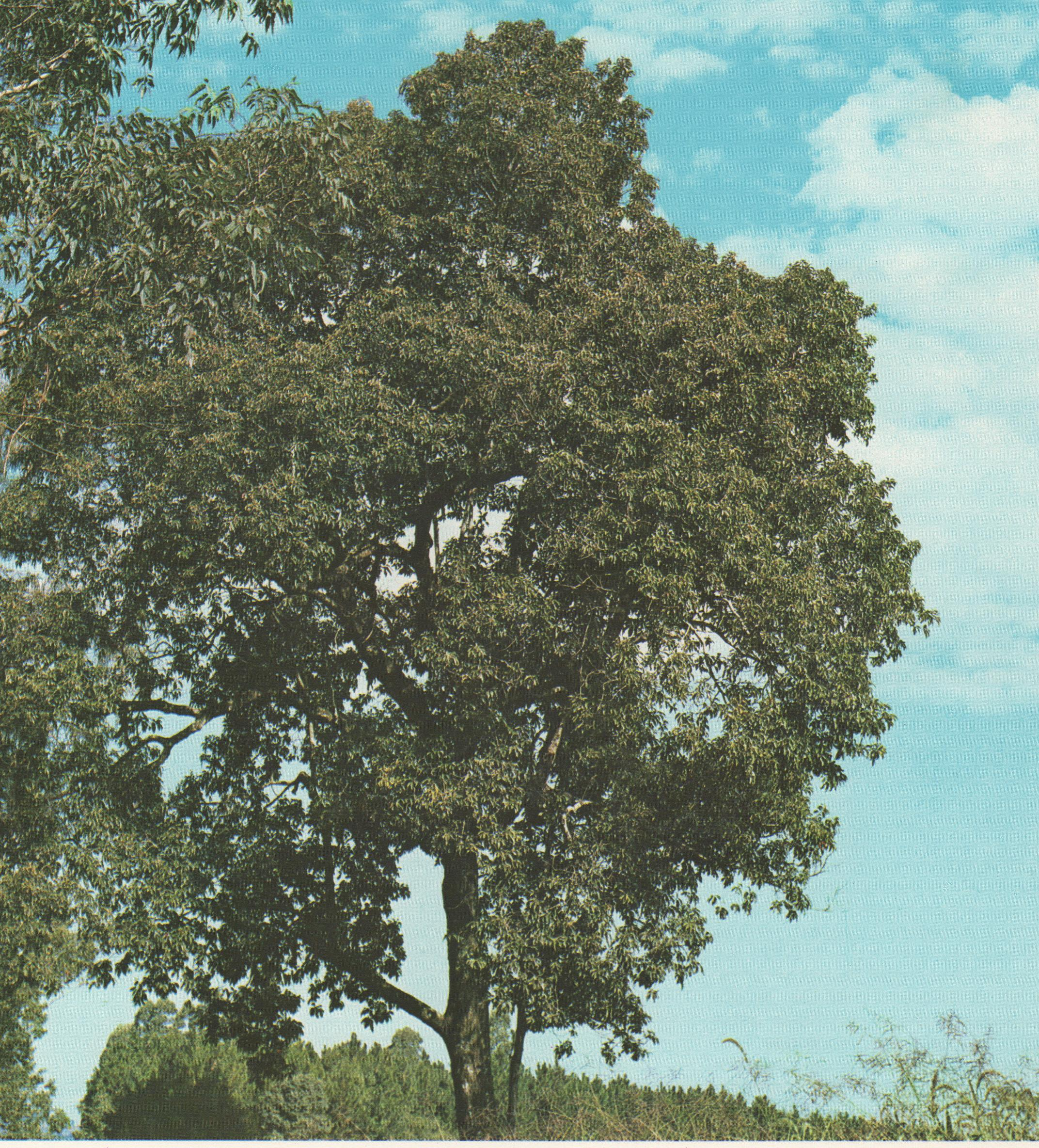
Laurel negro (Nectandra megapotamica (ou Nectandra saligna).
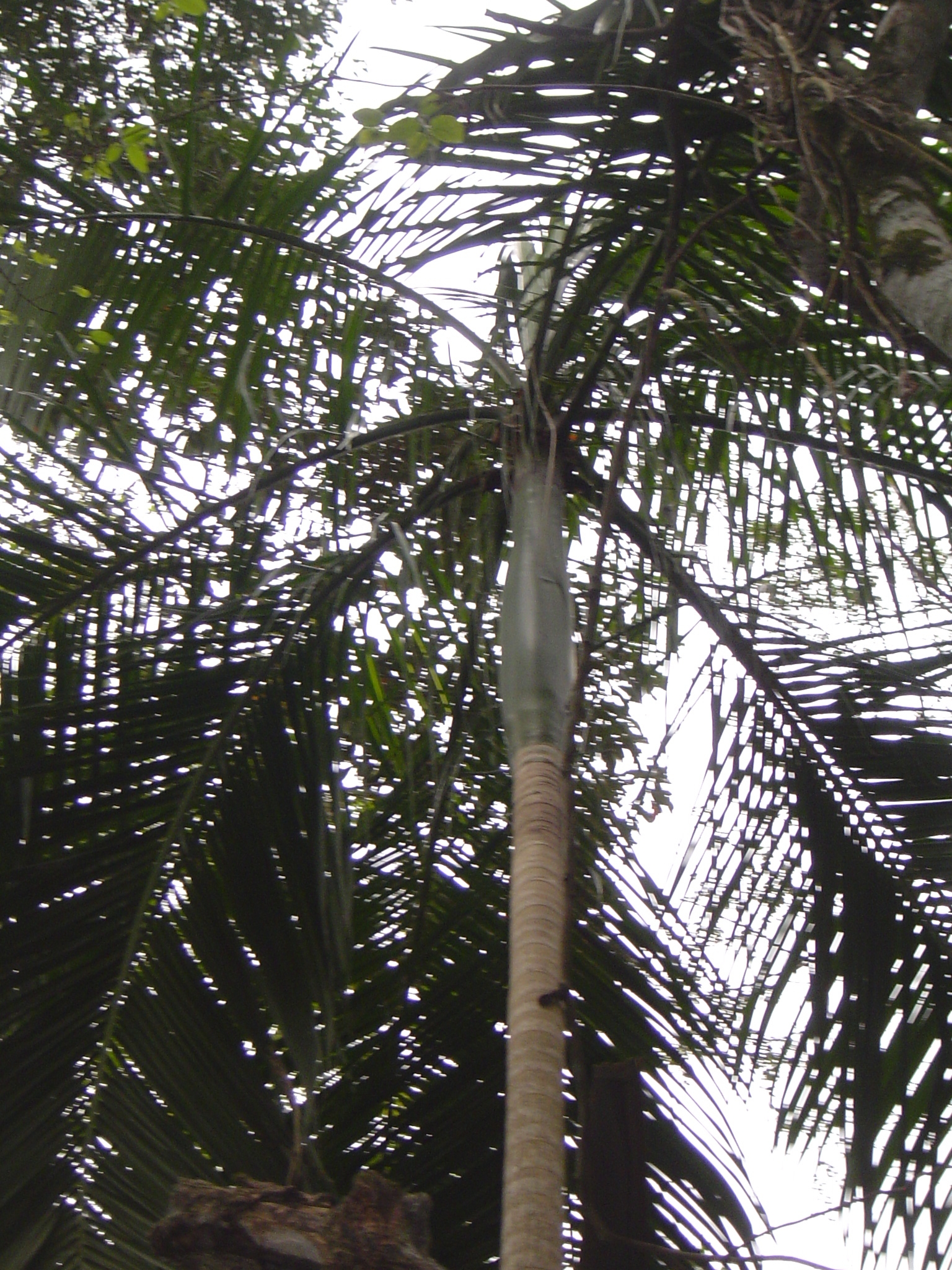
Palmito (Euterpe edulis).

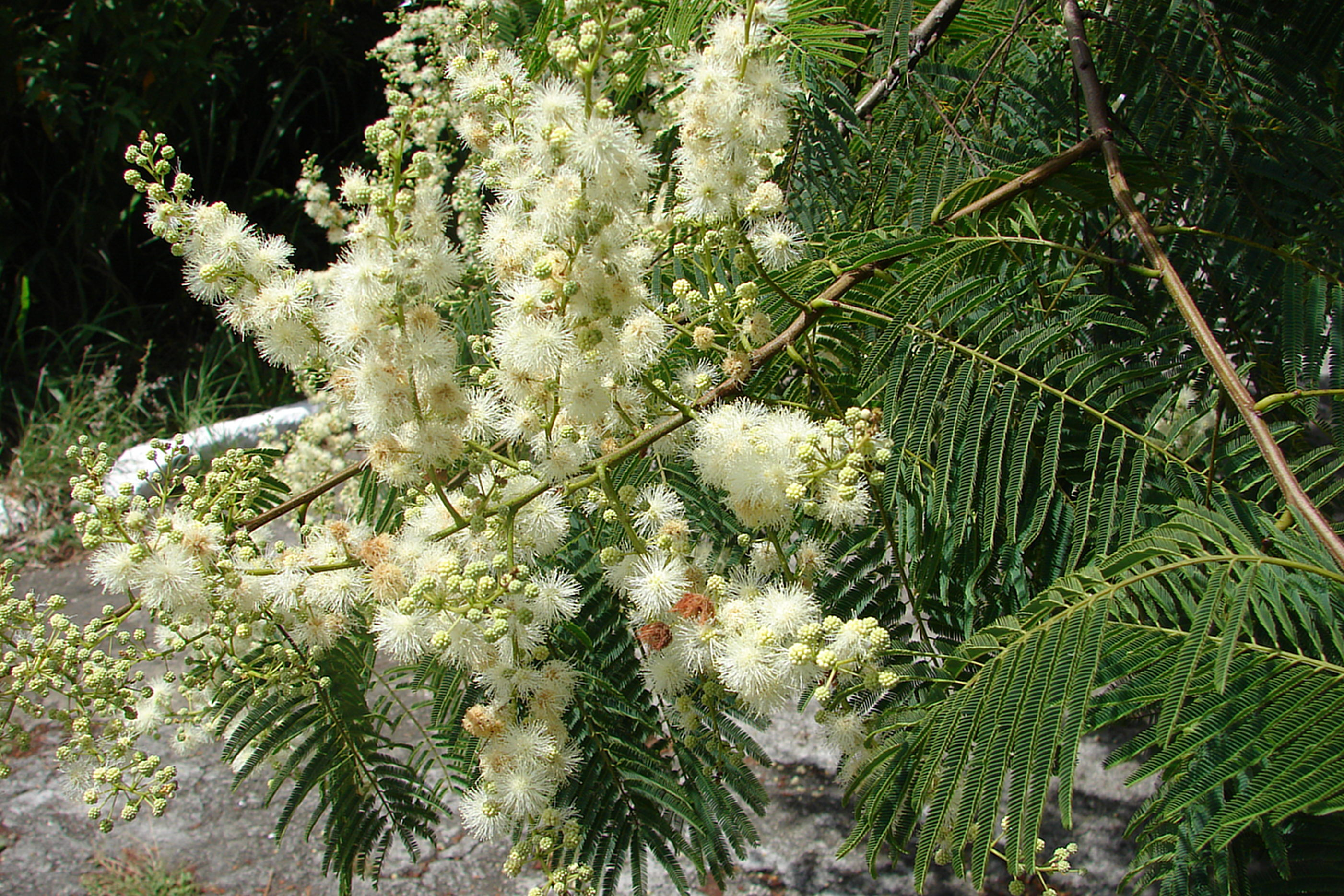
Fleurs de Curupay (Anadenanthera colubrina).
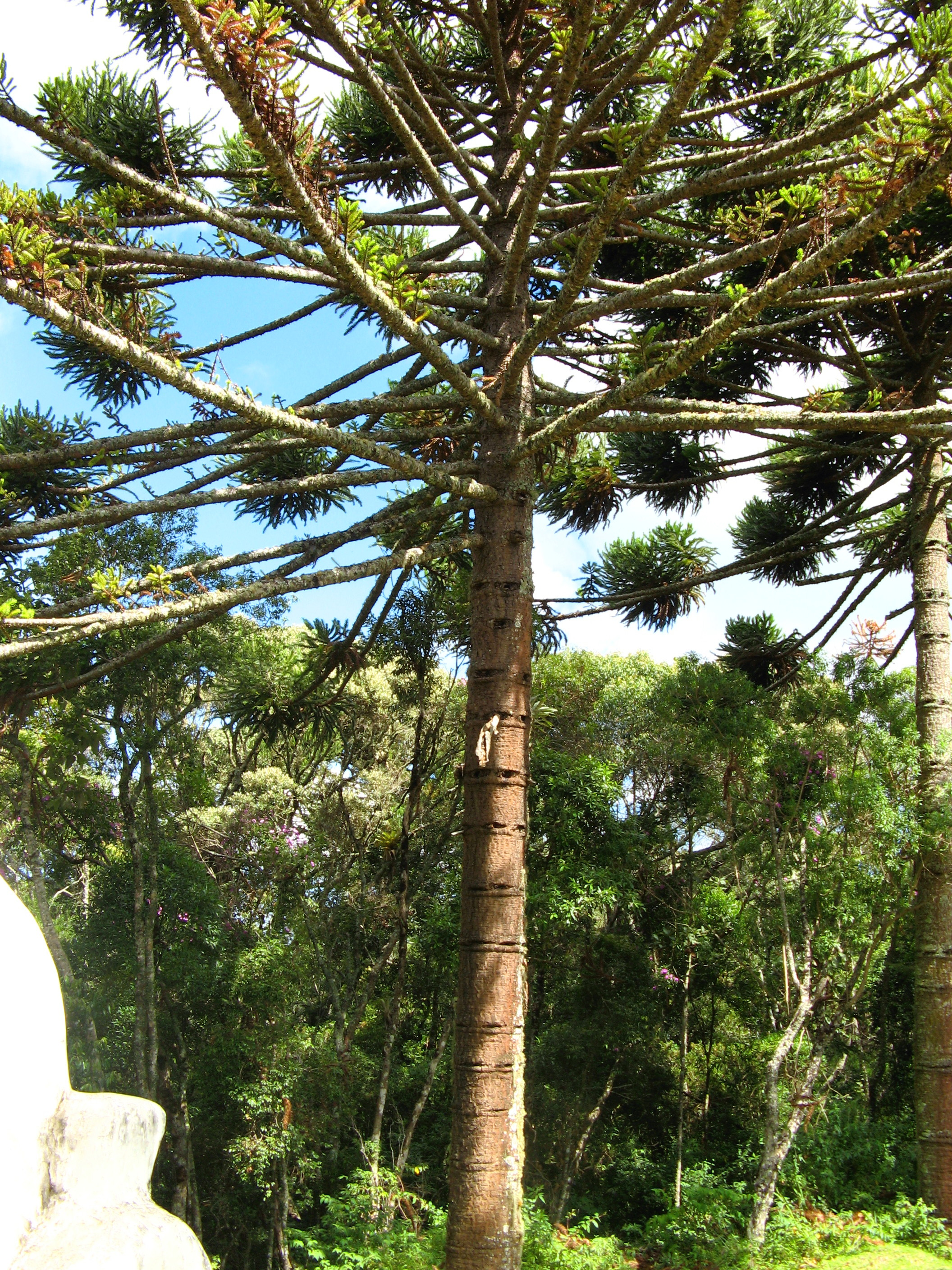
Pin du Paraná (Araucaria angustifolia).
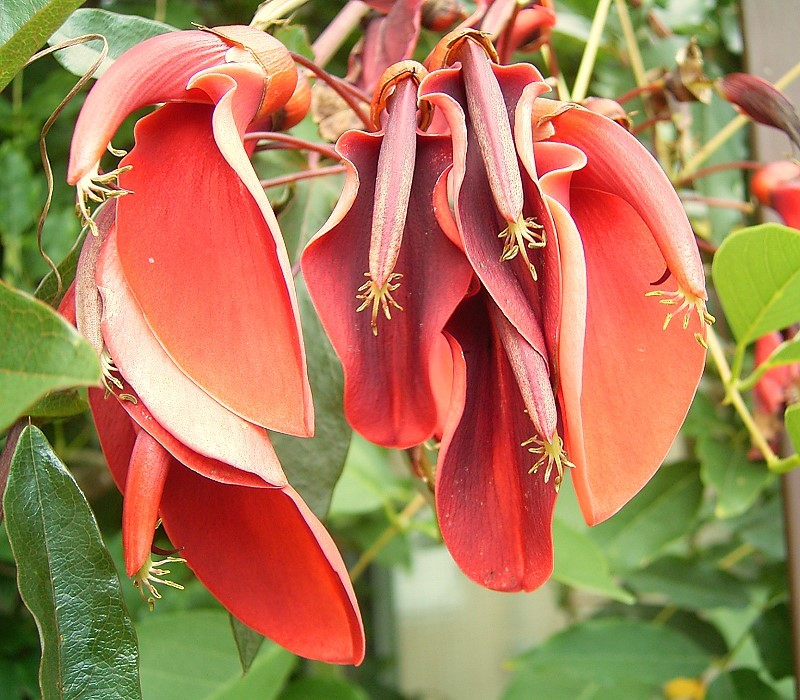
Fleur de Ceibo (erythrina crista-galli), fleur nationale de l'Argentine.

## Faune
Aux environs des passerelles il ne faut pas s'étonner de trouver des coatis et des exemplaires du Grand Toucan, une des cinq espèces de Toucans qui habitent le parc, on remarque aussi l'aigle féroce.

### Mammifères
Dans les parties ensoleillées des chemins, et surtout en milieu de journée, on peut observer des geckos, du type Tropidurus, escaladant troncs et rochers.
La faune présente aux environs des chutes est composée de 80 espèces de mammifères.
Les chutes représentent un refuge pour certains mammifères en danger d'extinction comme : le  jaguar, le tapir, l'ocelot, le margay, le fourmilier, etc..
Parmi les espèces en danger d'extinction qui logent dans le parc on doit encore citer l'ocelot et le jaguarondi.

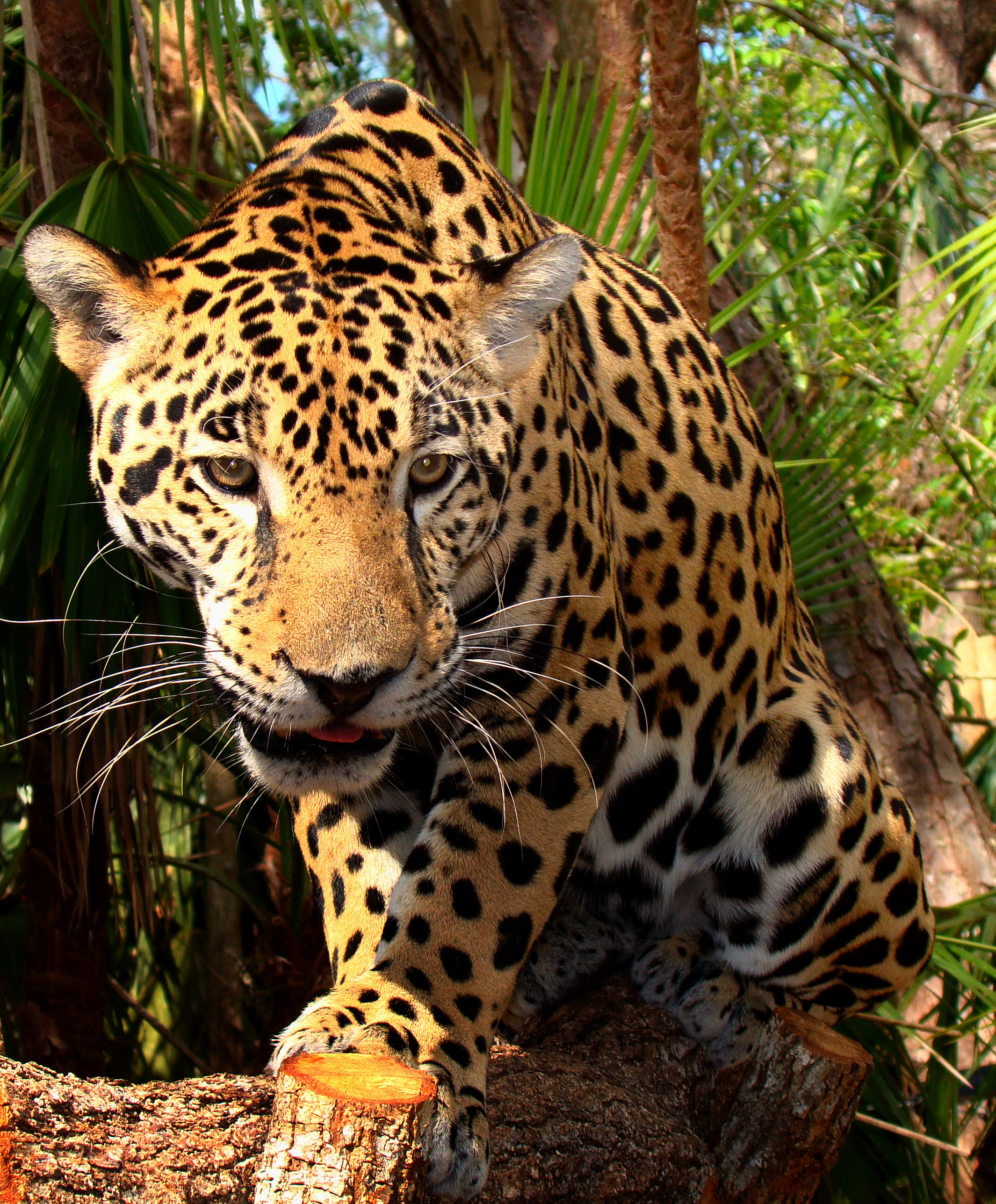
Un jeune jaguar (Panthera onca). Présent dans le parc et diverses autres régions du nord-est argentin, il est désormais protégé.
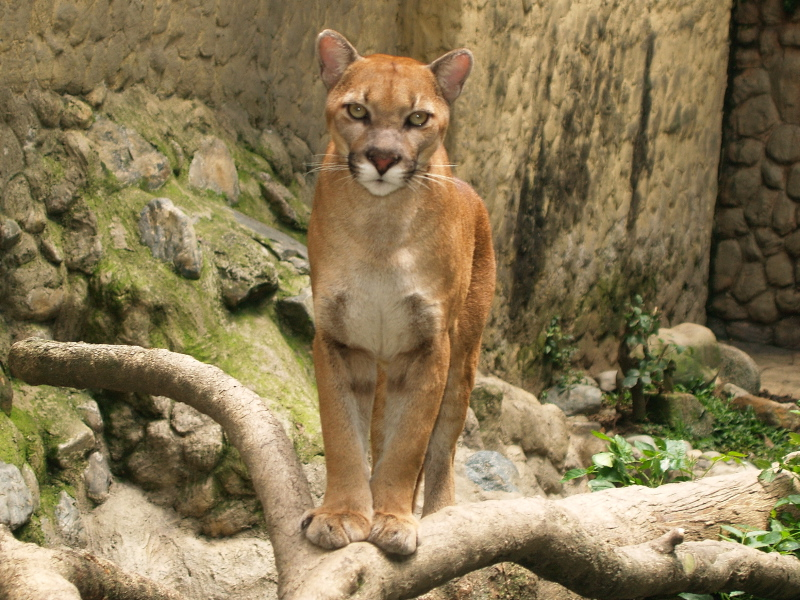
Le Puma concolor cabrerae, sous-espèce de puma, est typique de la région.
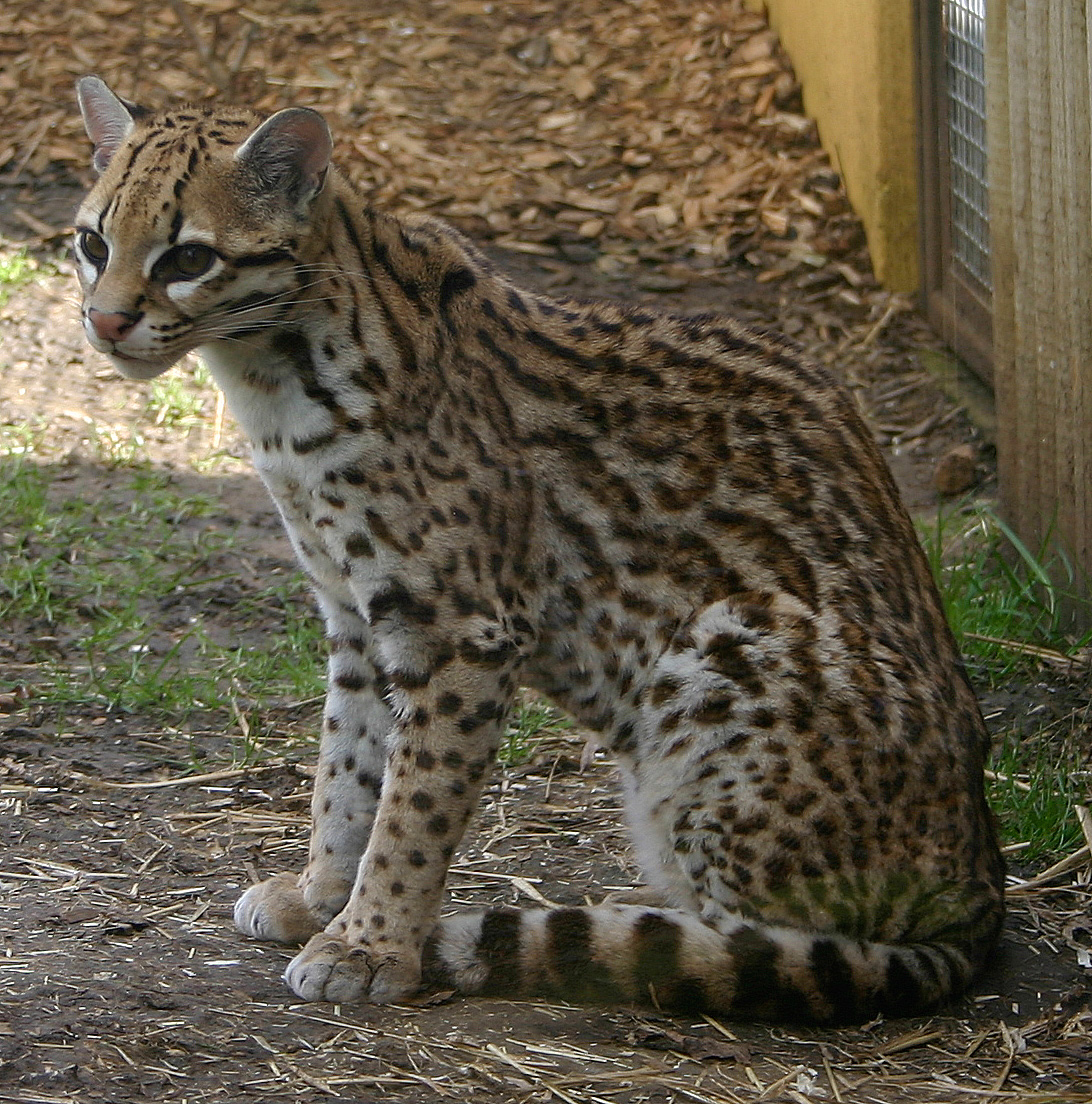
Ocelot (Leopardus pardalis). Ce félin pèse entre 8 et 12 kg. Sa longueur varie de 92 à 144 cm. Sa fourrure est dotée d'ocelles allongées horizontalement sur les flancs. L'Ocelot peut être confondu avec le Margay, mais il est beaucoup plus grand.

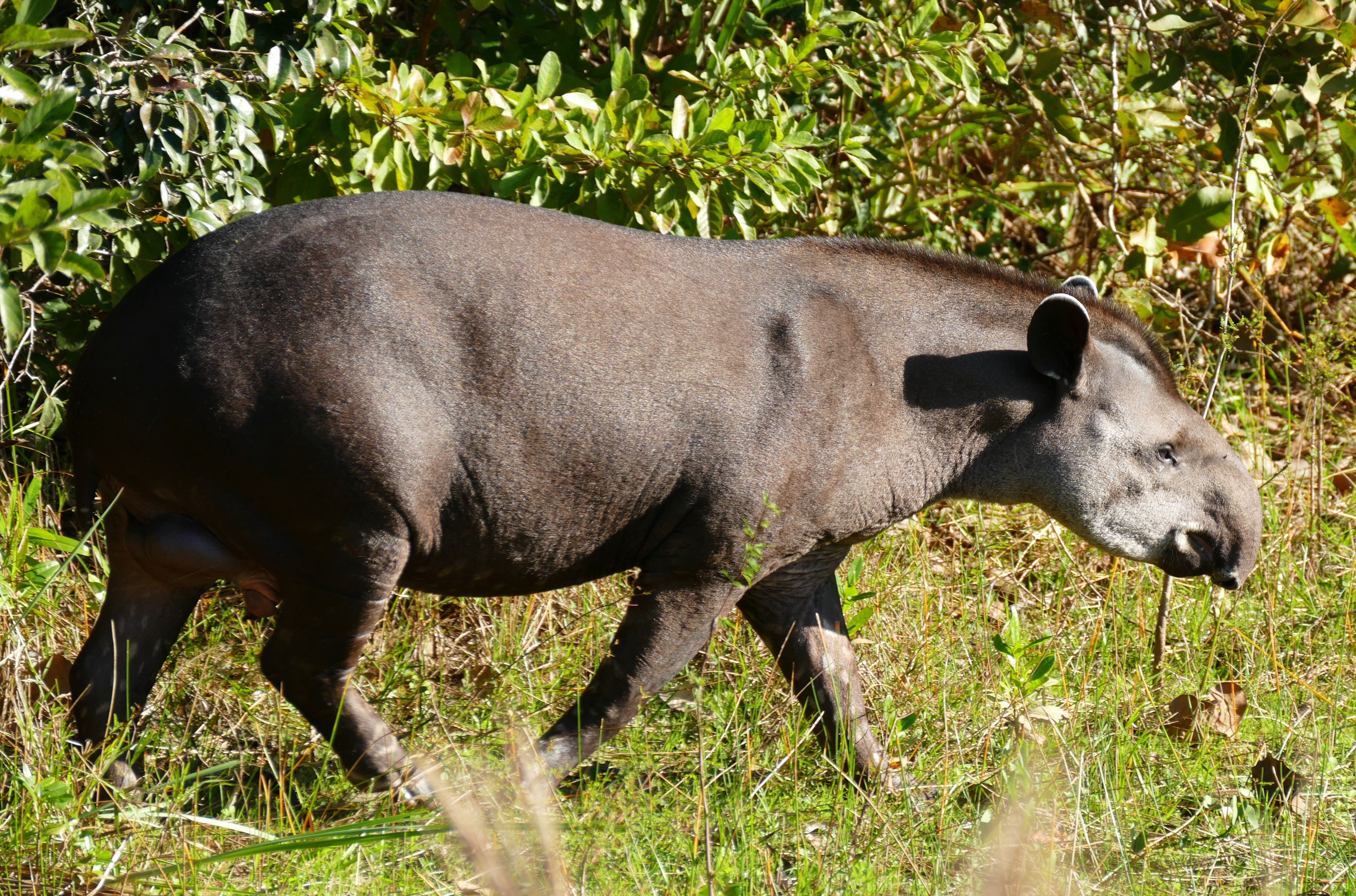
Le Tapir du Brésil (tapirus terrestris) est aussi présent dans le parc national.
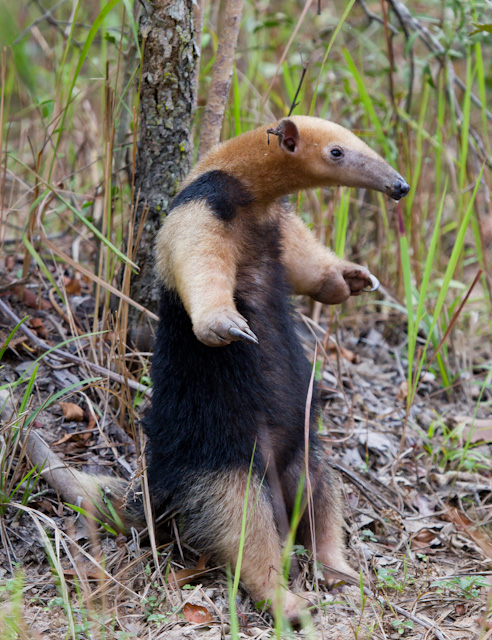
Le tamandua tetradactyla ou Oso melero ou fourmilier à collier.
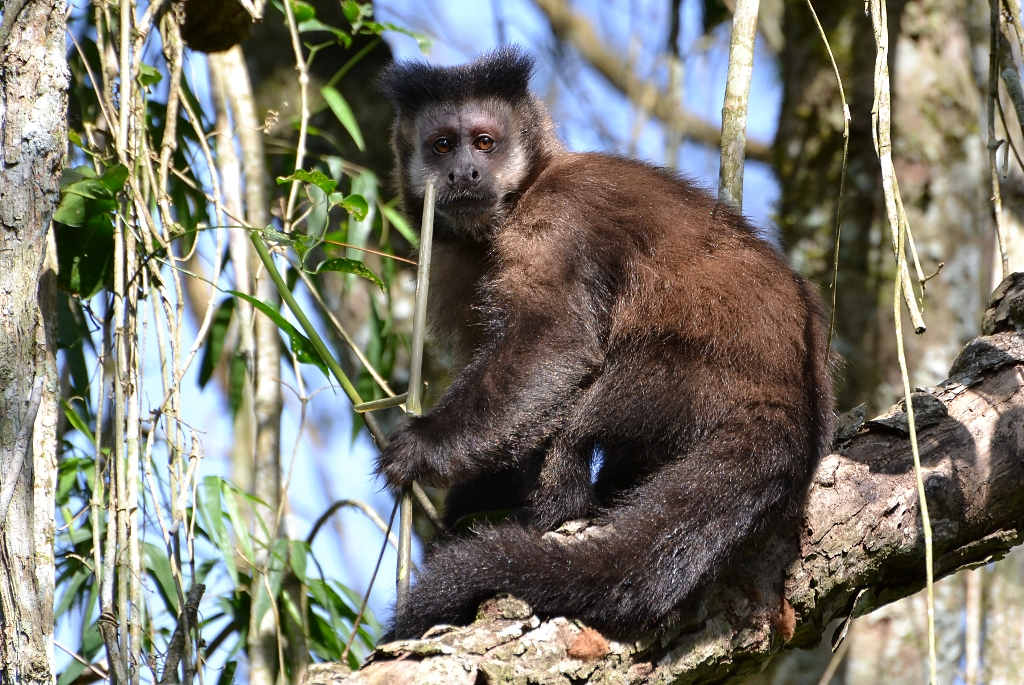
Sapajou noir (Cebus nigritus)

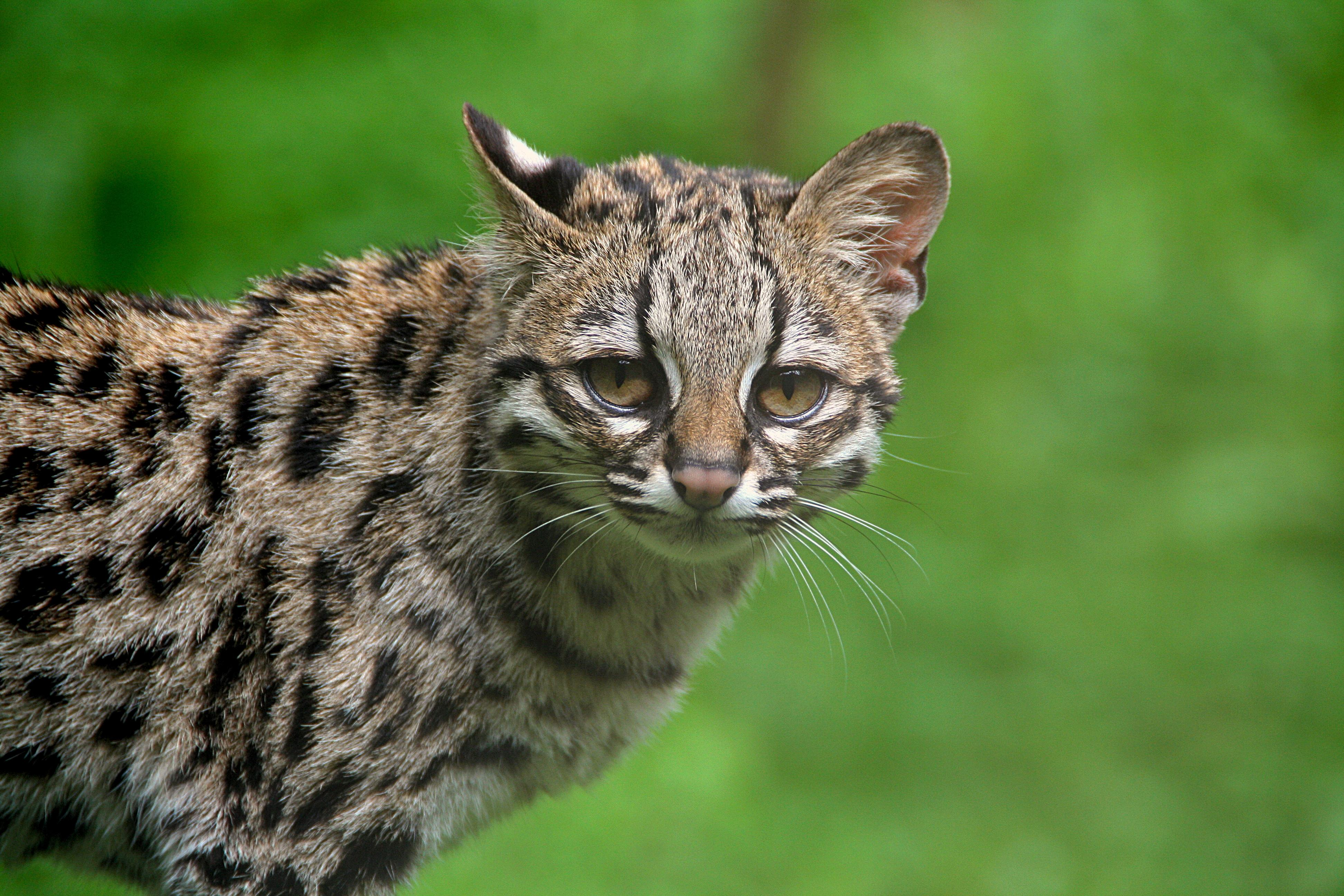
Margay ou Leopardus wiedii
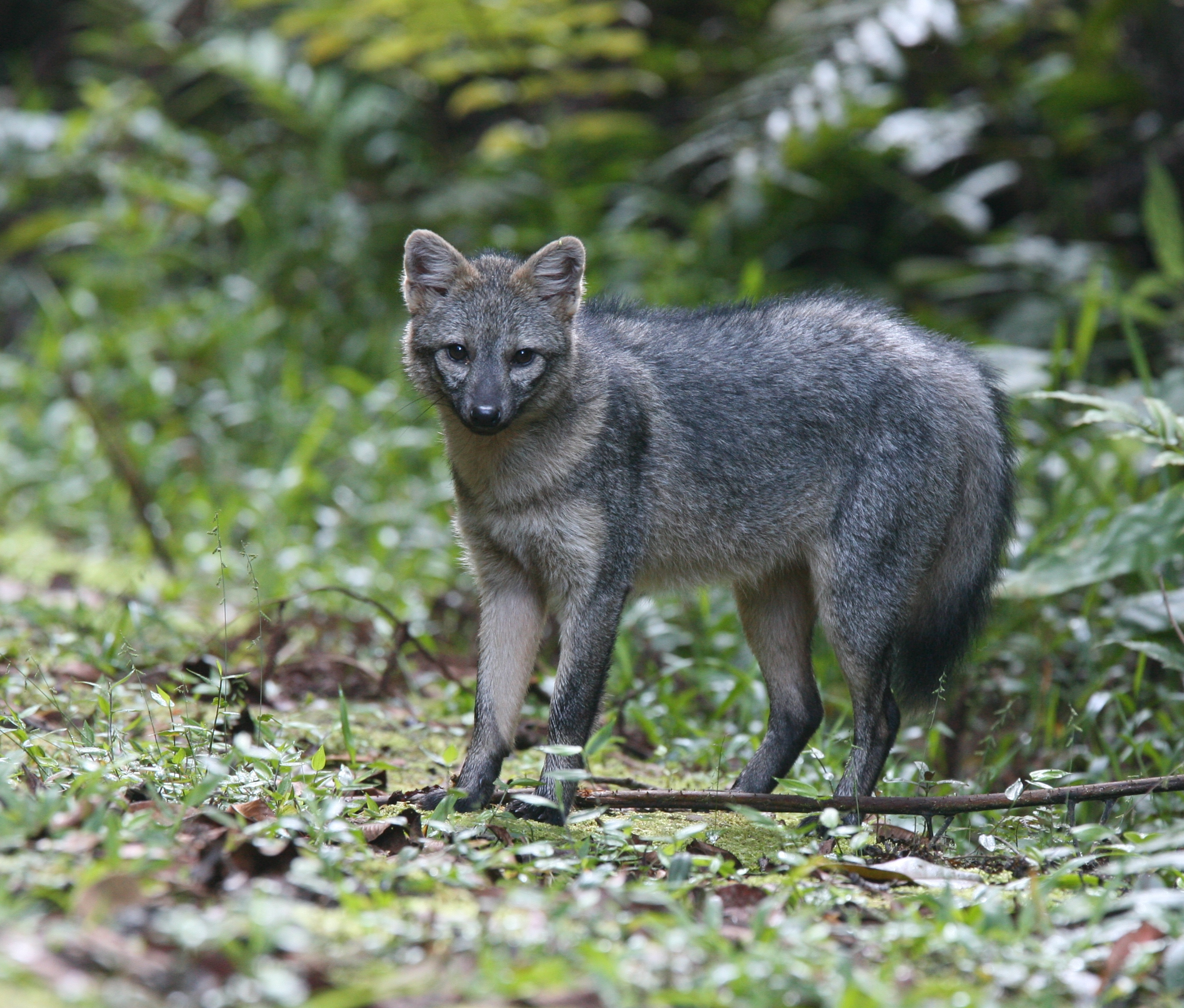
Renard des savanes ou Cerdocyon thous. Outre la pollution, par les métaux lourds[5], la principale menace connue est celle d'infections en provenance de chiens domestiques.
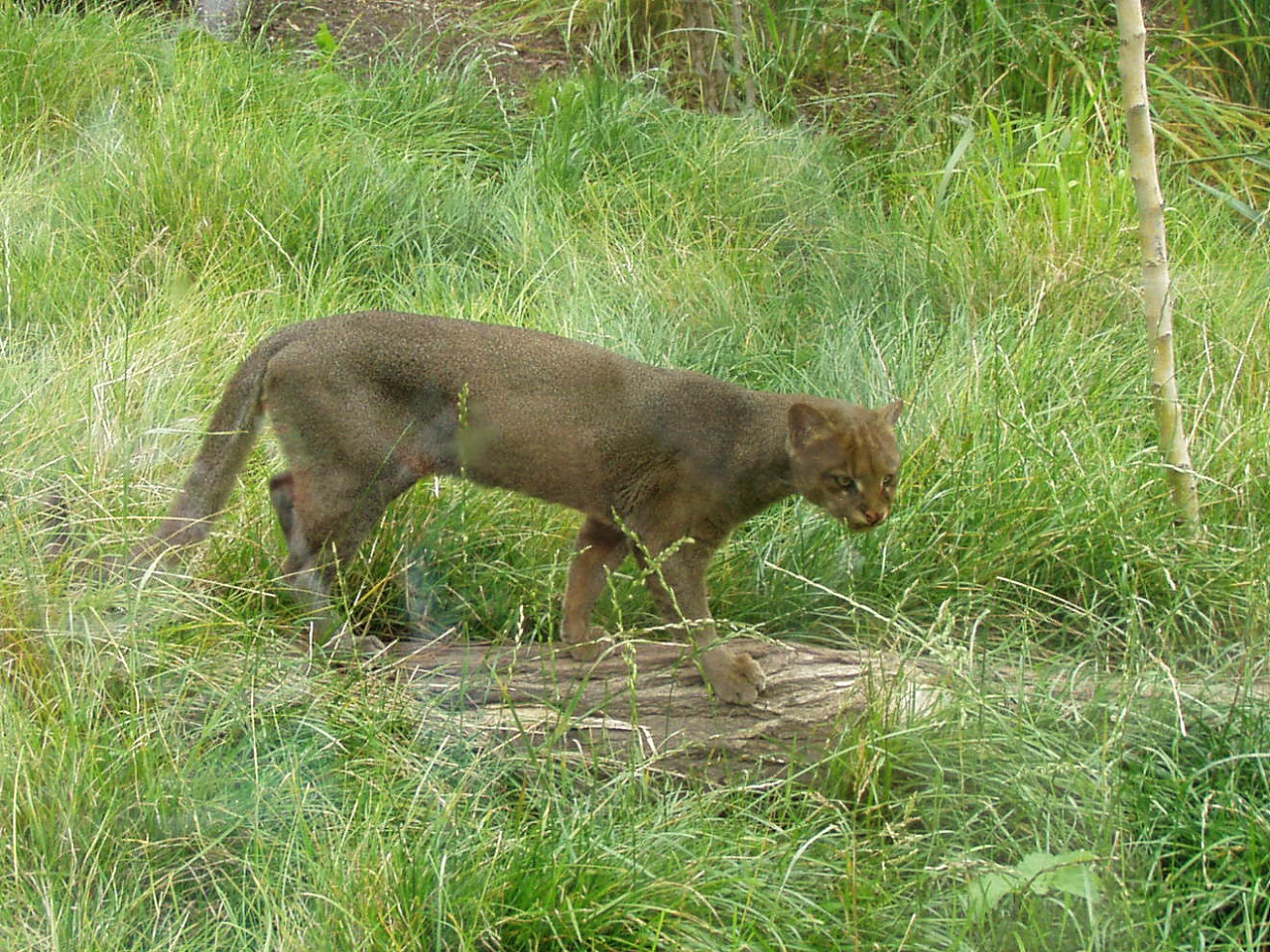
Puma yagouaroundi ou jaguarondi, encore appelé eyra ou chat loutre. On le trouve jusqu'aux confins de la Patagonie.

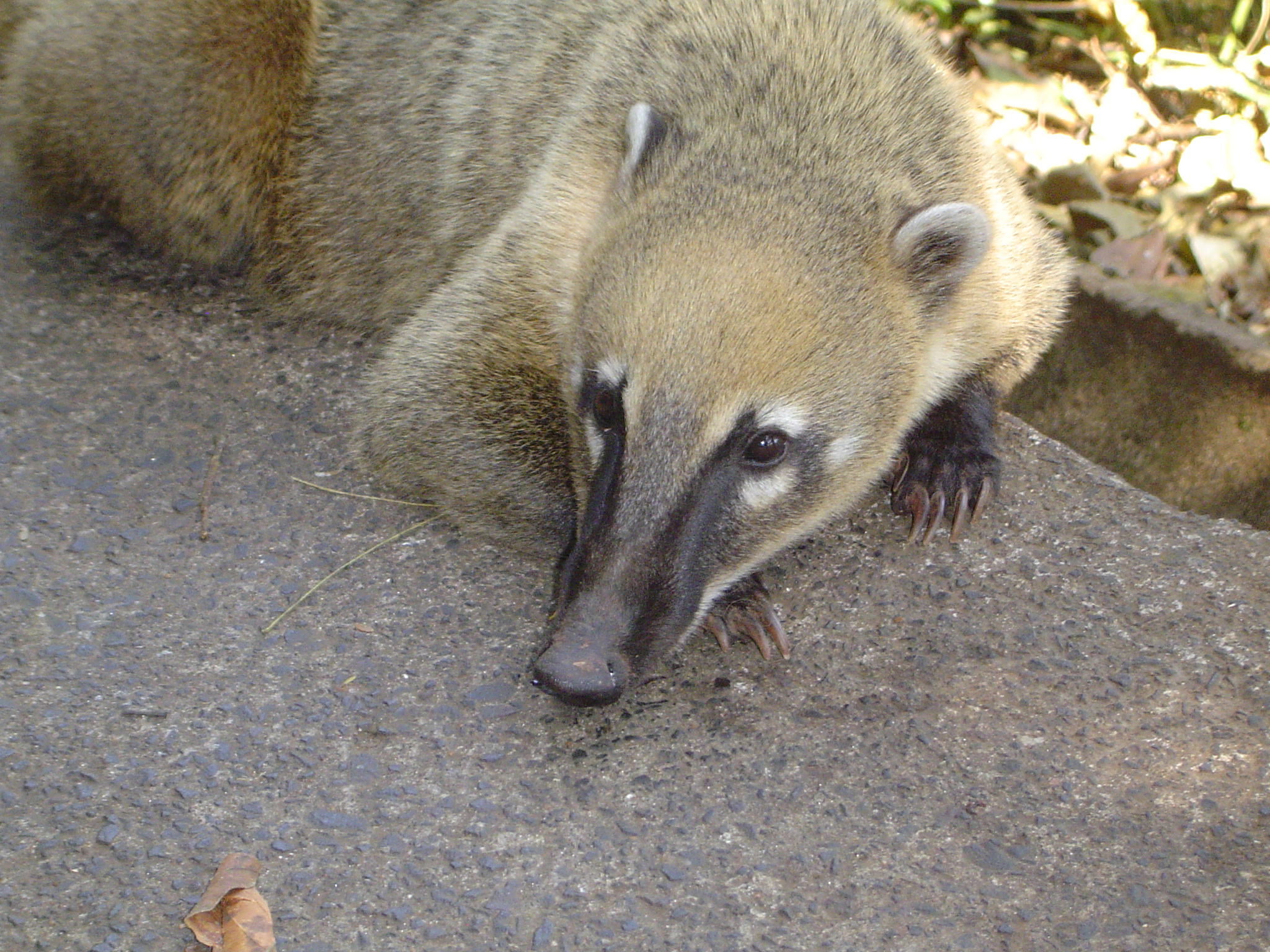
Coatí (Nasua nasua)
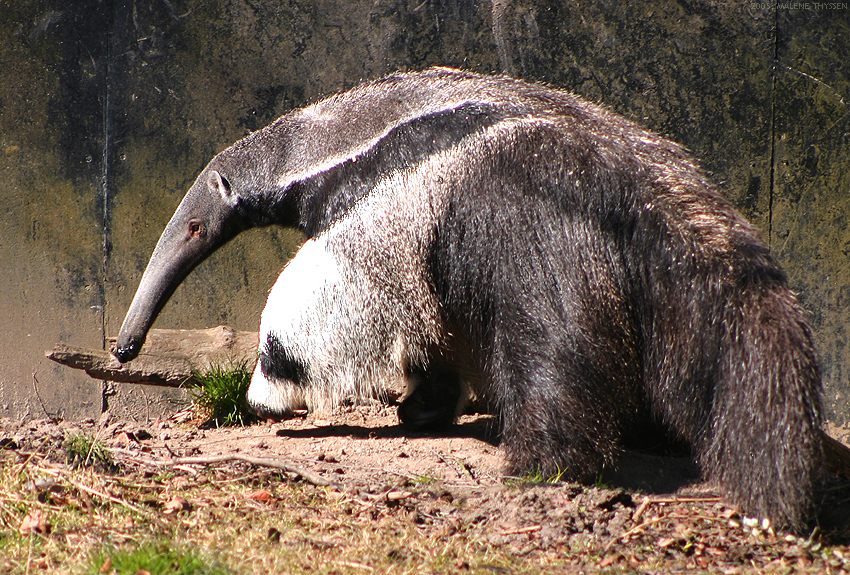
Myrmecophaga tridactyla ou tamanoir. Espèce en danger

### Oiseaux
De par l'importante diversité de son avifaune, l'Amérique du Sud est incontestablement un paradis des oiseaux. Ici, au sein du parc, à la frontière du Brésil, on assiste à une véritable explosion du nombre d'espèces de ceux-ci, au point qu'il est impossible de les citer tous dans le cadre de cet article. Sur le territoire du parc, on a relevé pas moins de 450 espèces différentes d'oiseaux, soit près de 44 % du total observé dans tout le pays, qui se monte à 1040.
.
Parmi les principales espèces d'oiseaux qui habitent l'endroit, il faut citer les martinets à tête grise (Cypseloides senex) dont la silhouette fait partie de l'emblème du parc. Ils volent en traversant les interstices entre les colonnes d'eau pour se poser sur la paroi rocheuse, où souvent ils font leur nid.
Aux environs des chutes, au sein du parc national, on a observé l'épervier à cuisses rousses (Accipiter erythronemius), le sporophile noirâtre (Amaurospiza moesta), l'amazone vineuse (Amazona vinacea), l'anabate aux yeux blancs (Automolus leucophthalmus), le toucan de Baillon (Baillonius bailloni), le batara géant (Batara cinerea), le batara à poitrine noire (Biatas nigropectus), la buse cul-blanc (Parabuteo leucorrhous), le cassique à épaulettes (Cacicus chrysopterus), le grimpar à bec en faux (Campylorhamphus falcularius), le tétéma flambé (Chamaeza campanisona), la colombe de Geoffroy (Claravis godefrida), le synallaxe des bambous (Clibanornis dendrocolaptoides), le synallaxe olive (Cranioleuca obsoleta), le geai azuré (Cyanocorax caeruleus), le grisin de Bertoni (Drymophila rubricollis), le pic casqué (Dryocopus galeatus), le grallaire roi (Grallaria varia), le habia à couronne rouge (Habia rubica), l'haplospize unicolore (Haplospiza unicolor), la sittine à bec fin (Heliobletus contaminatus), le todirostre à poitrine ombrée (Hemitriccus diops), le todirostre à poitrine brune (Hemitriccus obsoletus), le batara moucheté (Hypoedaleus guttatus), le grimpar écaillé (Lepidocolaptes squamatus), le todirostre a poitrine brune.

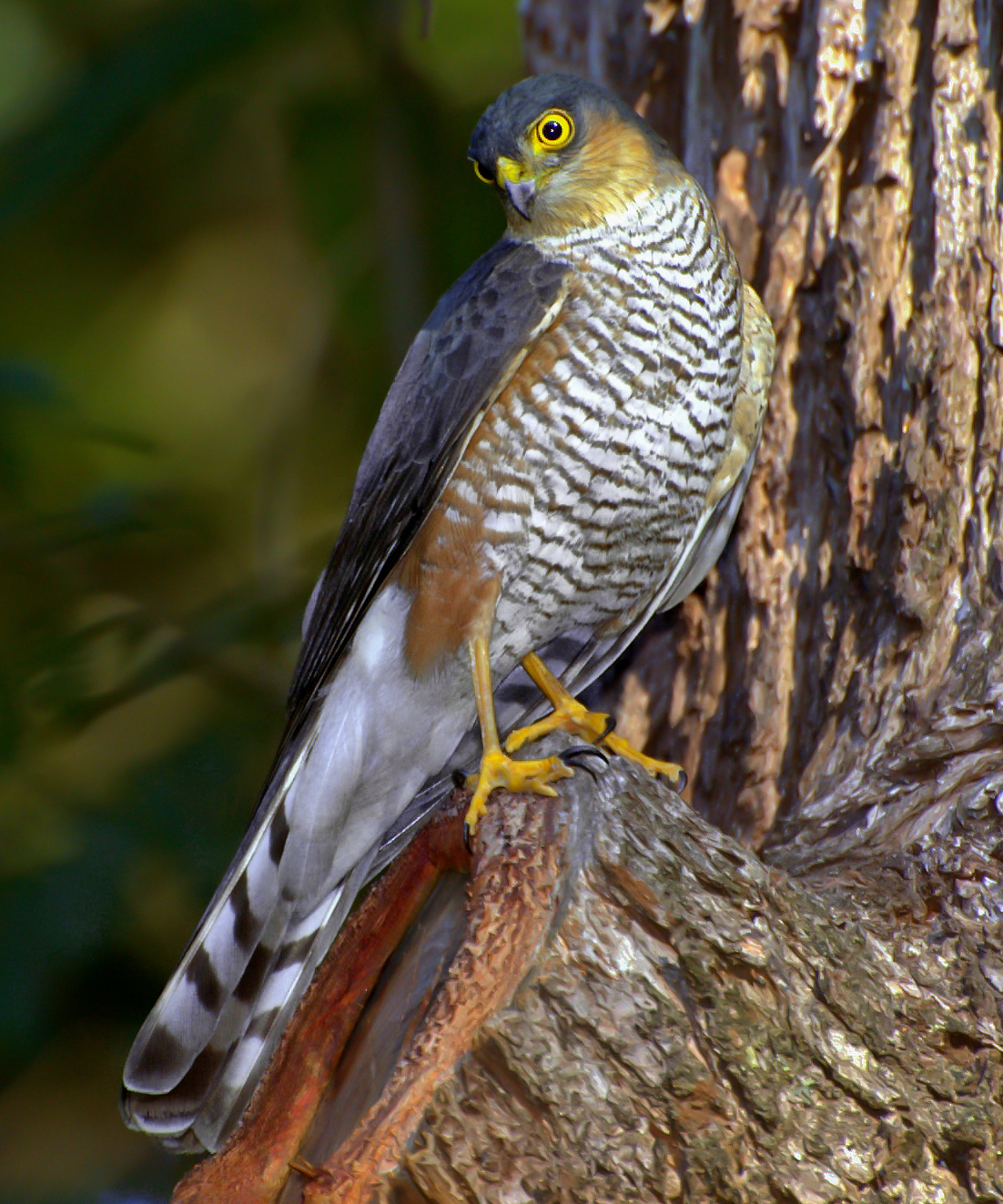
Epervier à cuisses rousses (Accipiter erythronemius)
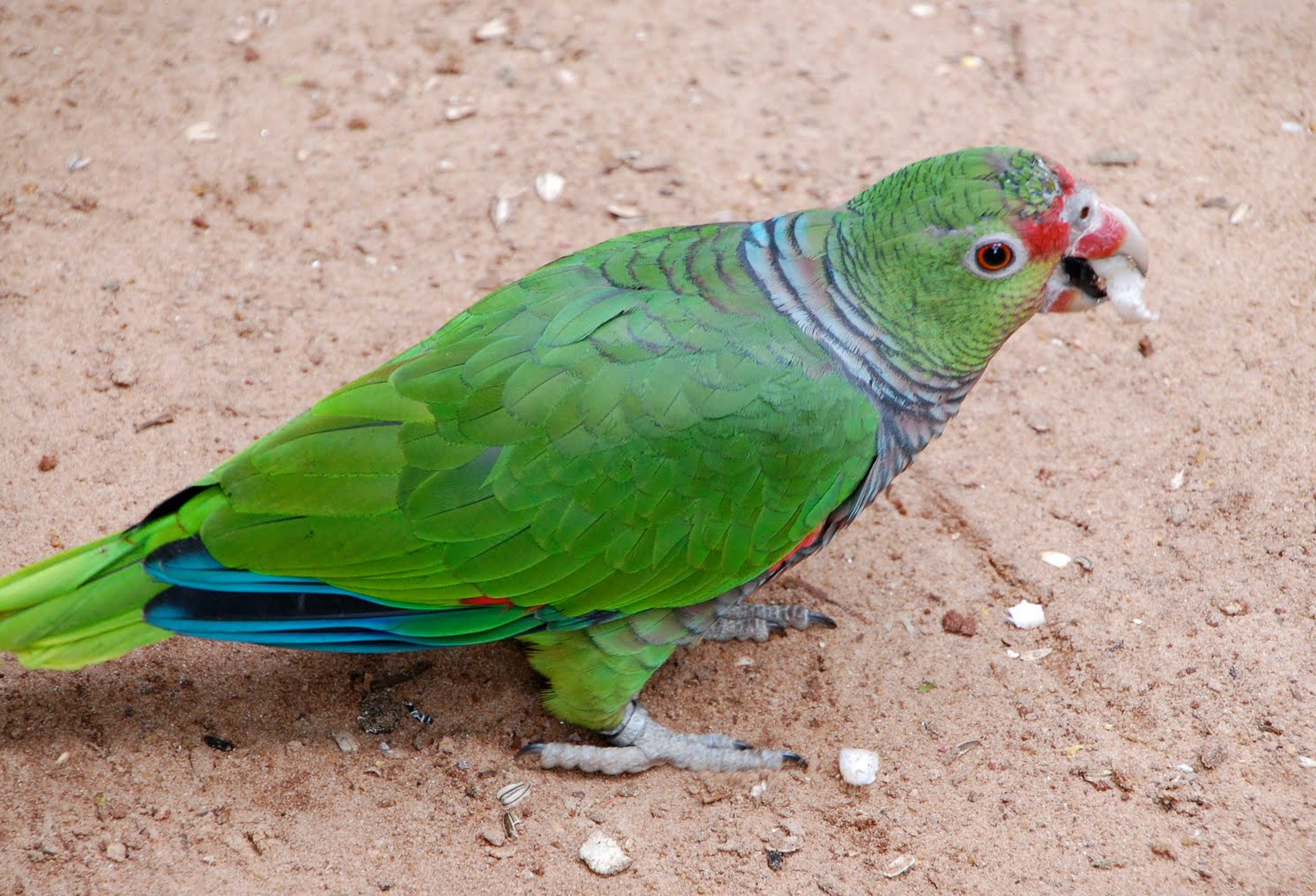
Amazone vineuse (Amazona vinacea)
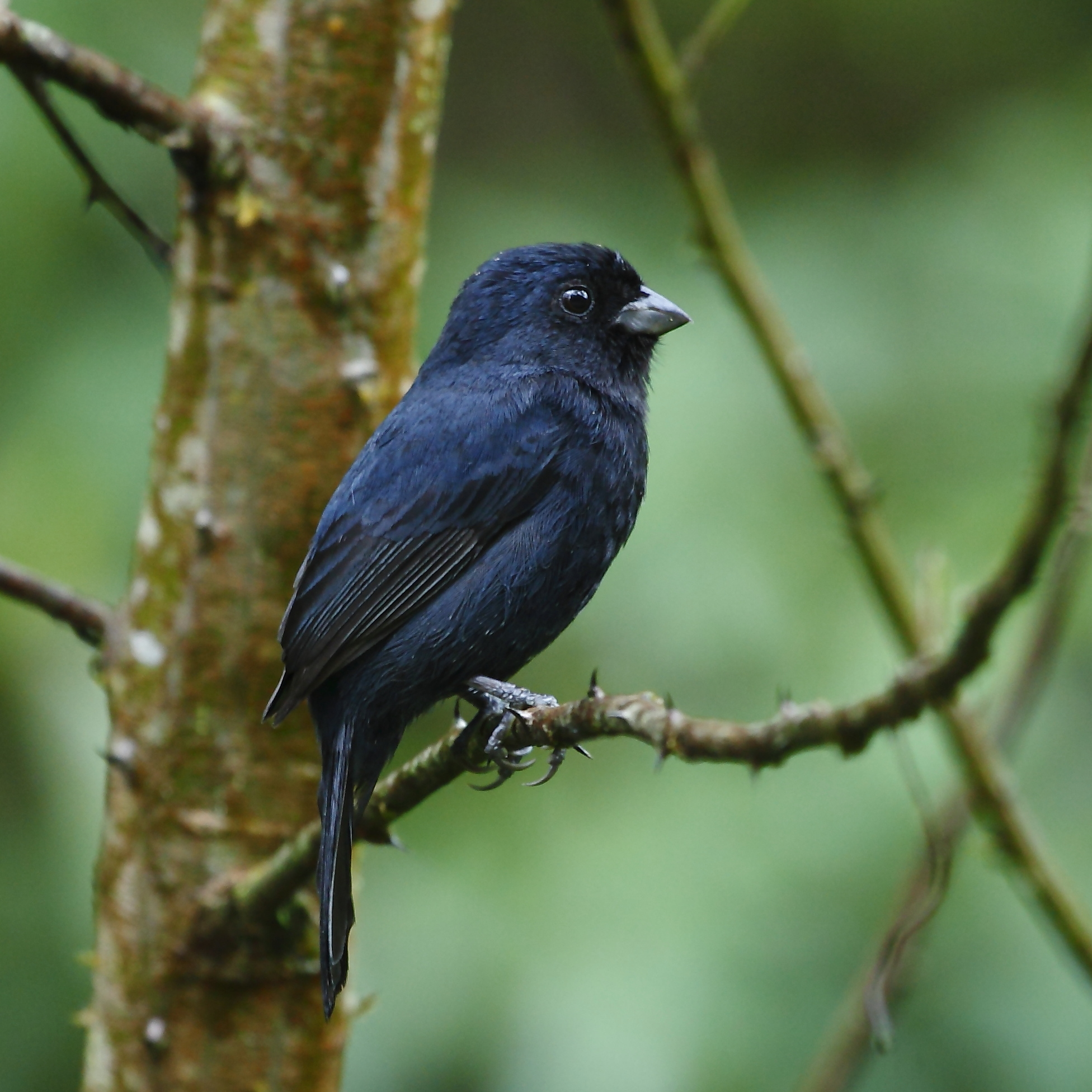
Sporophile noirâtre mâle (Amaurospiza moesta)

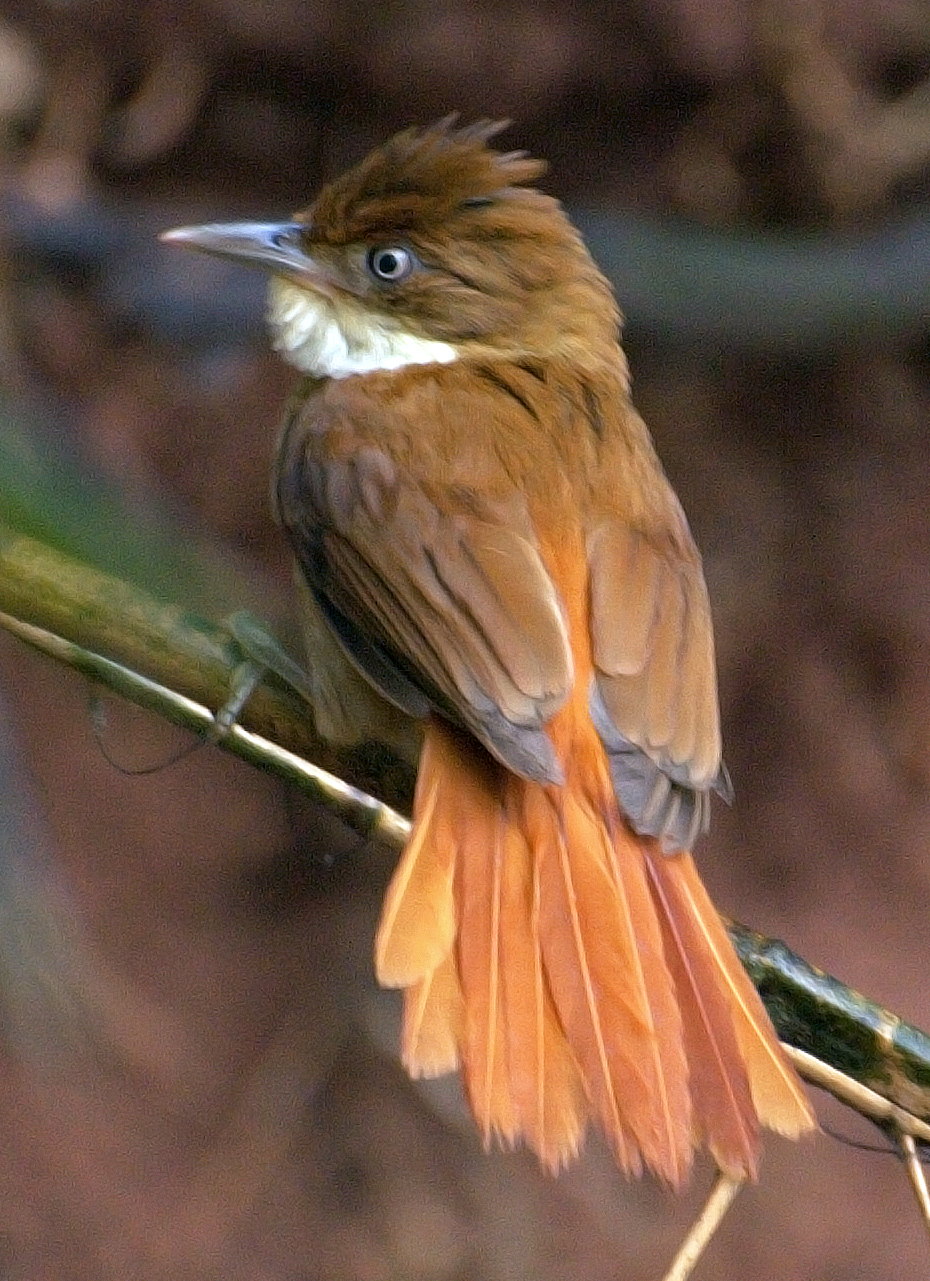
Anabate aux yeux blancs Automolus leucophthalmus)
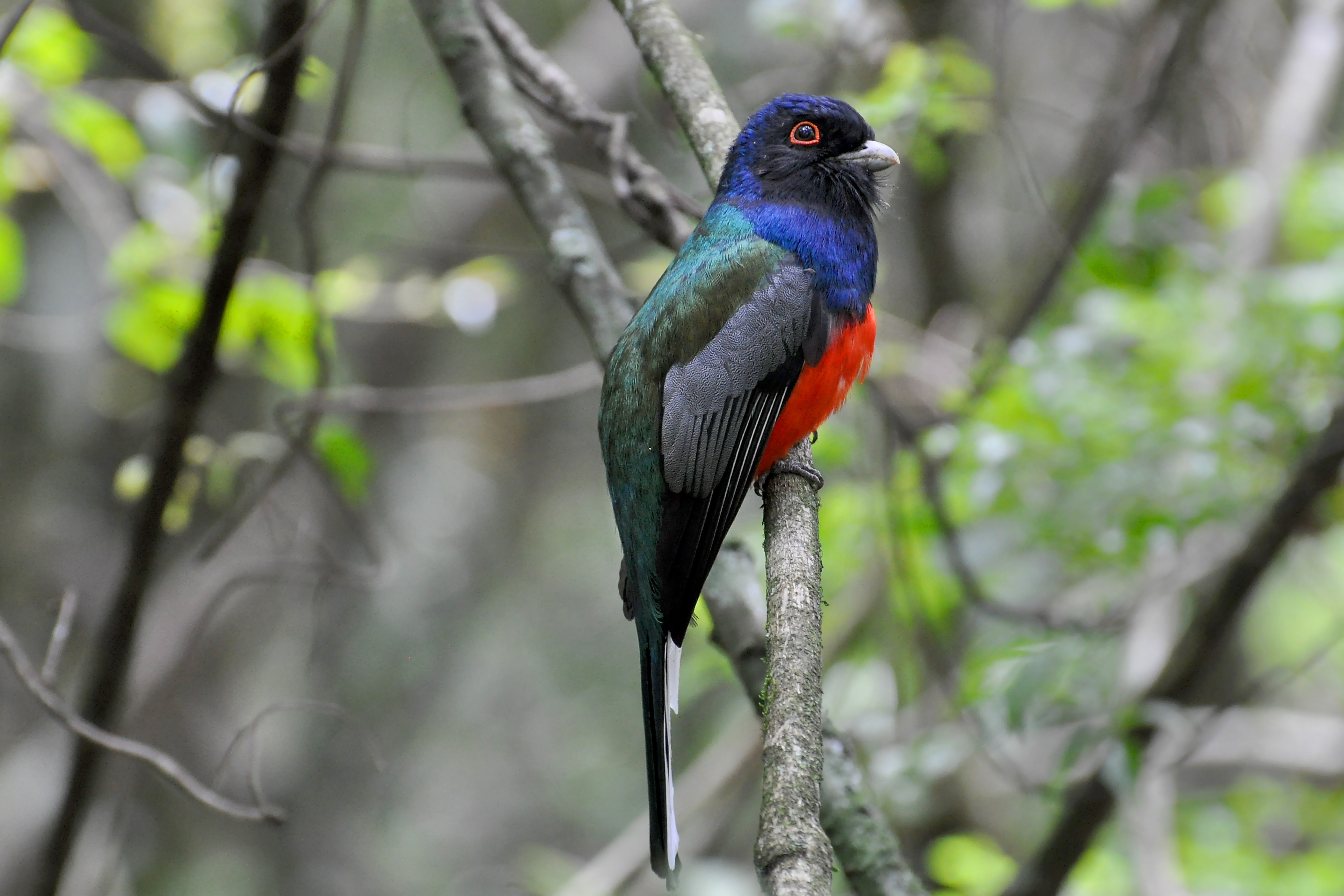
Trogon surrucura (Trogon surrucura)
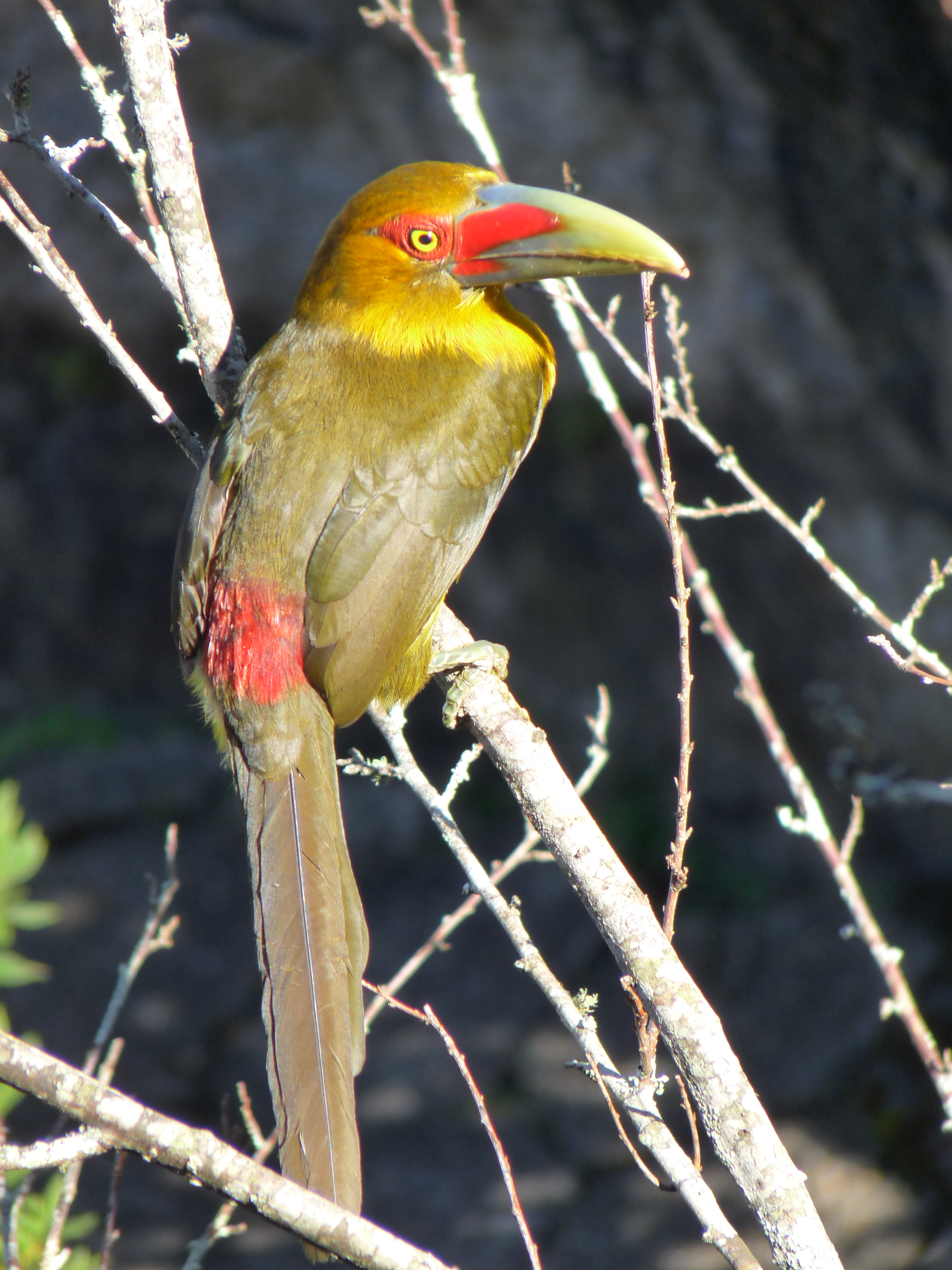
Toucan de Baillon (Baillonius bailloni)

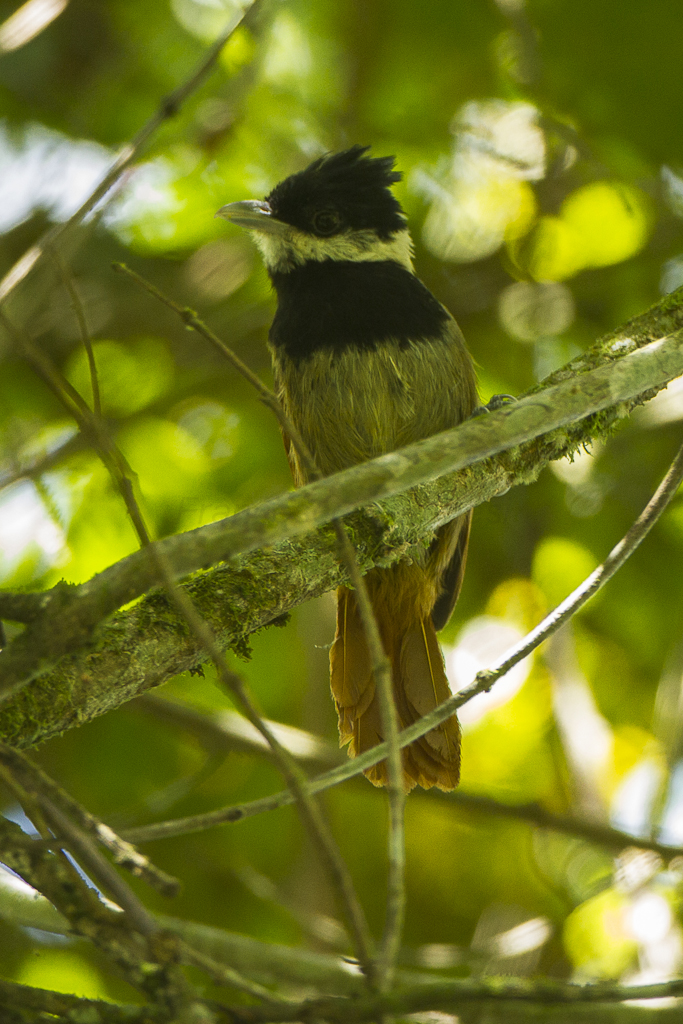
Batara à poitrine noire (Biatas nigropectus)
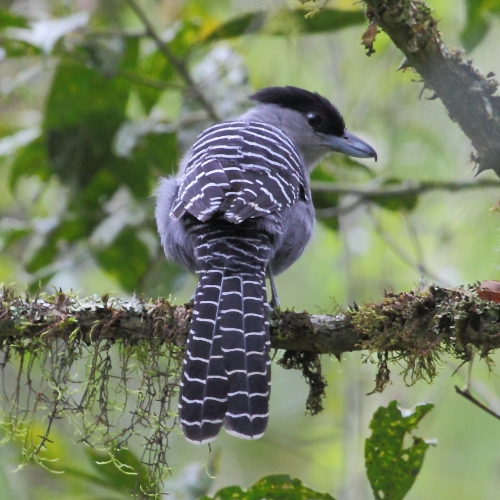
Batara géant (mâle) (Batara cinerea)
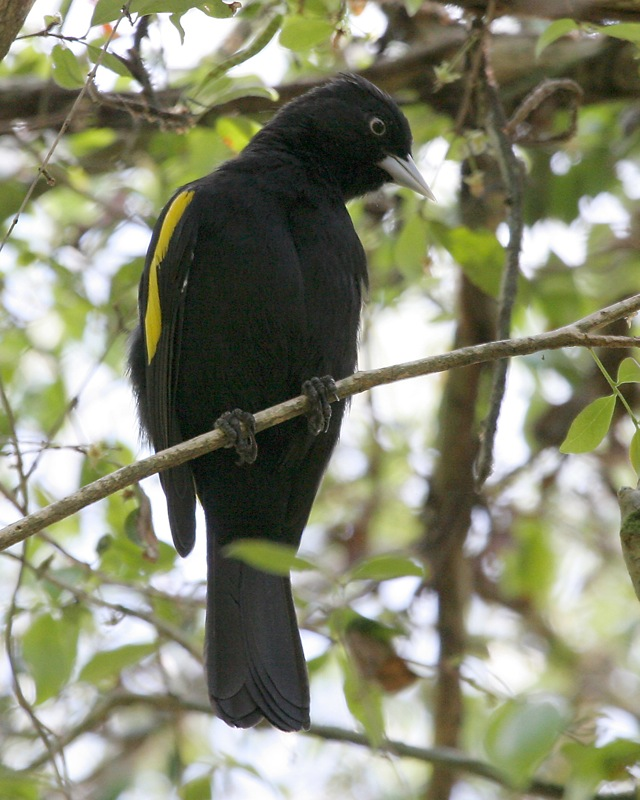
Cassique à épaulettes (Cacicus chrysopterus)

On peut voir aussi la pénélope à front noir (Pipile jacutinga), la  buse mantelée (Leucopternis polionota), la picerthie de Saint-Hilaire (Lochmias nematura), le  batara de Leach (Mackenziaena leachii), le batará silbón chico (Mackenziaena severa), le pipromorphe à ventre roux (Mionectes rufiventris), l'élénie grise   (Myiopagis caniceps), l'ibijau à longue queue (Nyctibius aethereus), l'oxyrhynque huppé (Oxyruncus cristatus), la bécarde verte (Pachyramphus viridis), l'ermite eurynome (Phaethornis eurynome), le phibalure à queue fourchue (Phibalura flavirostris), l'anabate à tête noire (Philydor atricapillus), l'anabate de Lichtenstein (Philydor lichtensteini), l'anabate roux (Philydor rufum), le tyranneau pattu (Phyllomyias burmeisteri), le tyranneau verdin (Phyllomyias virescens), le tyranneau de Sao Paulo (Phylloscartes paulistus), le tyranneau sylvain (Phylloscartes sylviolus), le tyranneau ventru (Phylloscartes ventralis), le pic à bandeaux (Piculus aurulentus), le caïque mitré (Pionopsitta pileata), la pione de Maximilien (Pionus maximiliani), le merle à pattes jaunes (Turdus ou Platycichla flavipes), le platyrhynque à moustaches (Platyrinchus mystaceus), l'araponga à gorge nue (Procnias nudicollis), le mérulaxe des bambous (Psilorhamphus guttatus), la chouette à sourcils jaunes (Pulsatrix koeniswaldiana), le tangara à tête marron (Pyrrhocoma ruficeps), le platyrhynque à grosse tête (Ramphotrigon megacephala), le mérulaxe souris (Scytalopus speluncae), le sporophile de Temminck (Sporophila falcirostris), le sporophile à front blanc (Sporophila frontalis), la chouette dryade (Strix hylophila), le grisin à tête rayée (Terenura maculata), le tinamou solitaire (Tinamus solitarius), le trick à ventre bleu (Triclaria malachitacea), le trogon surucua (Trogon surrucura), la sittine striée (Xenops rutilans) et le grimpar à gorge blanche (Xiphocolaptes albicollis).

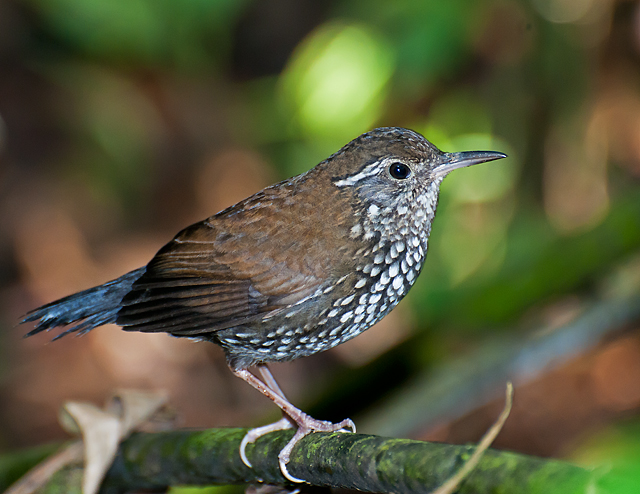
Picerthie de Saint-Hilaire (Lochmias nematura)
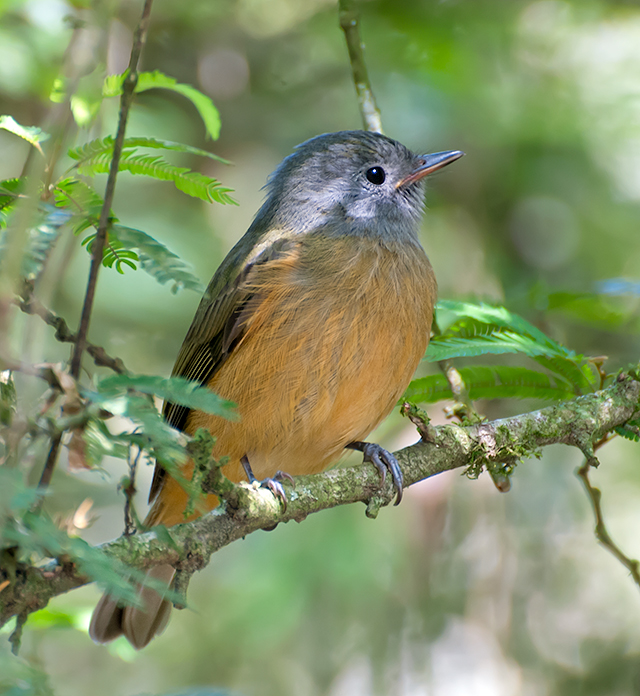
Pipromorphe à ventre roux (Mionectes rufiventris)
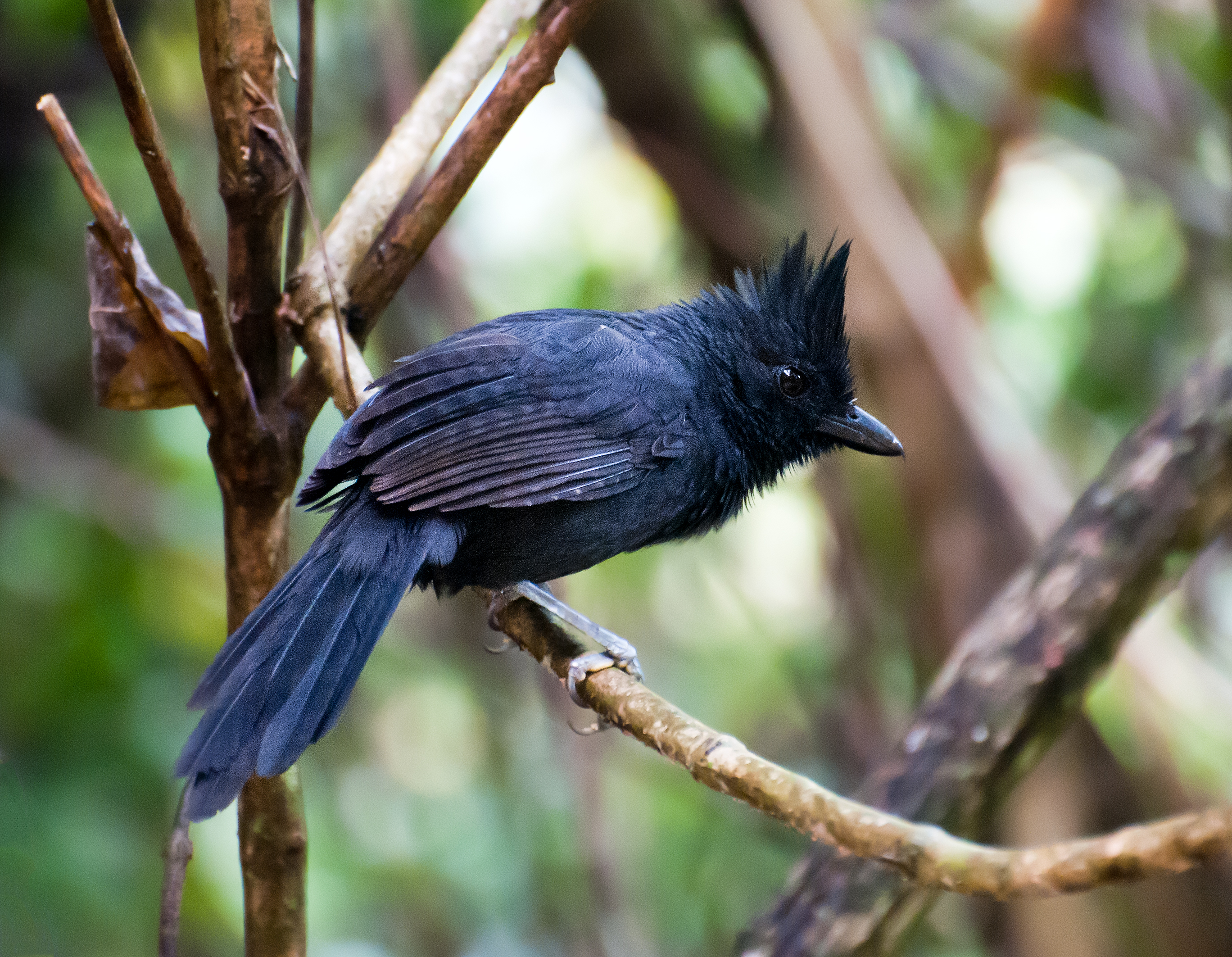
Batará silbón chico (Mackenziaena severa)

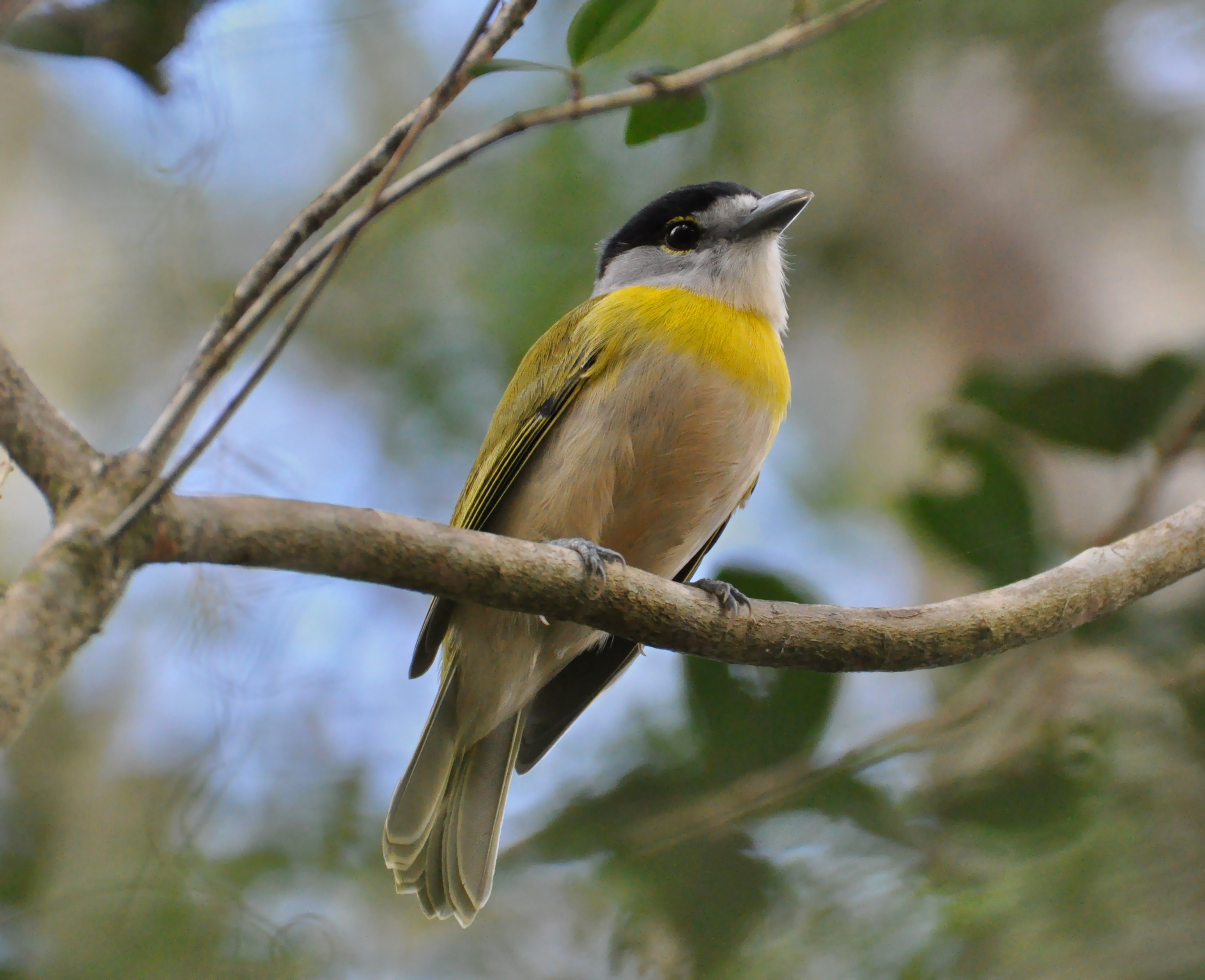
Bécarde verte (Pachyramphus viridis)
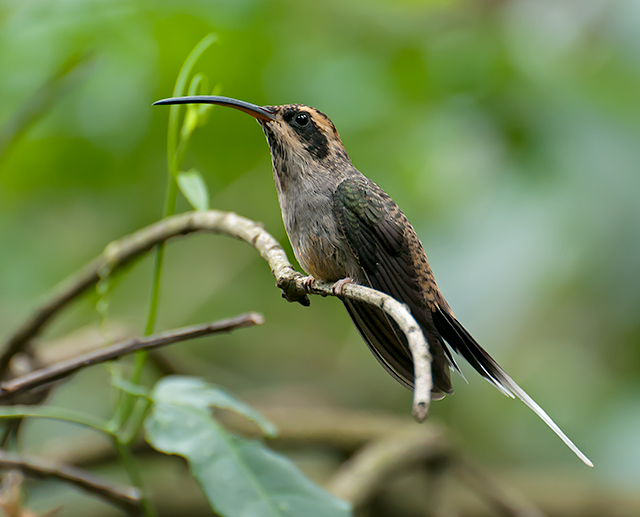
Ermite eurynome (Phaethornis eurynome)
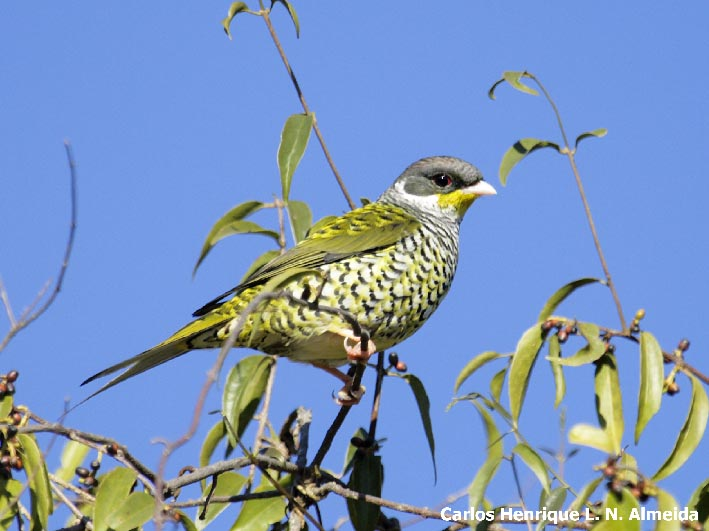
Phibalure à queue fourchue (Phibalura flavirostris)

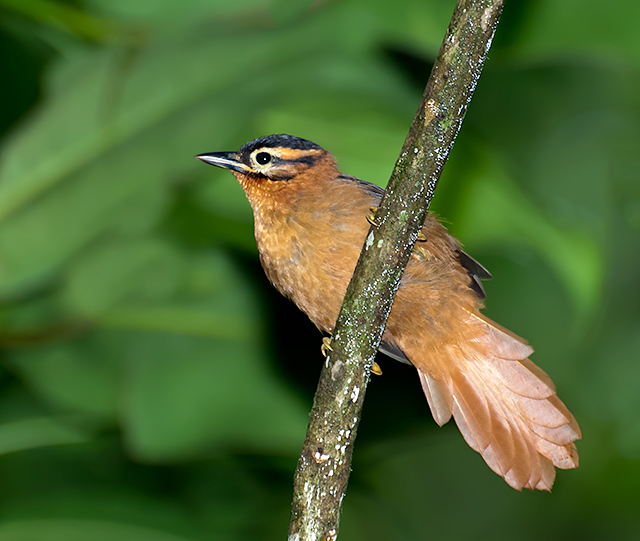
Anabate à tête noire (Philydor atricapillus)
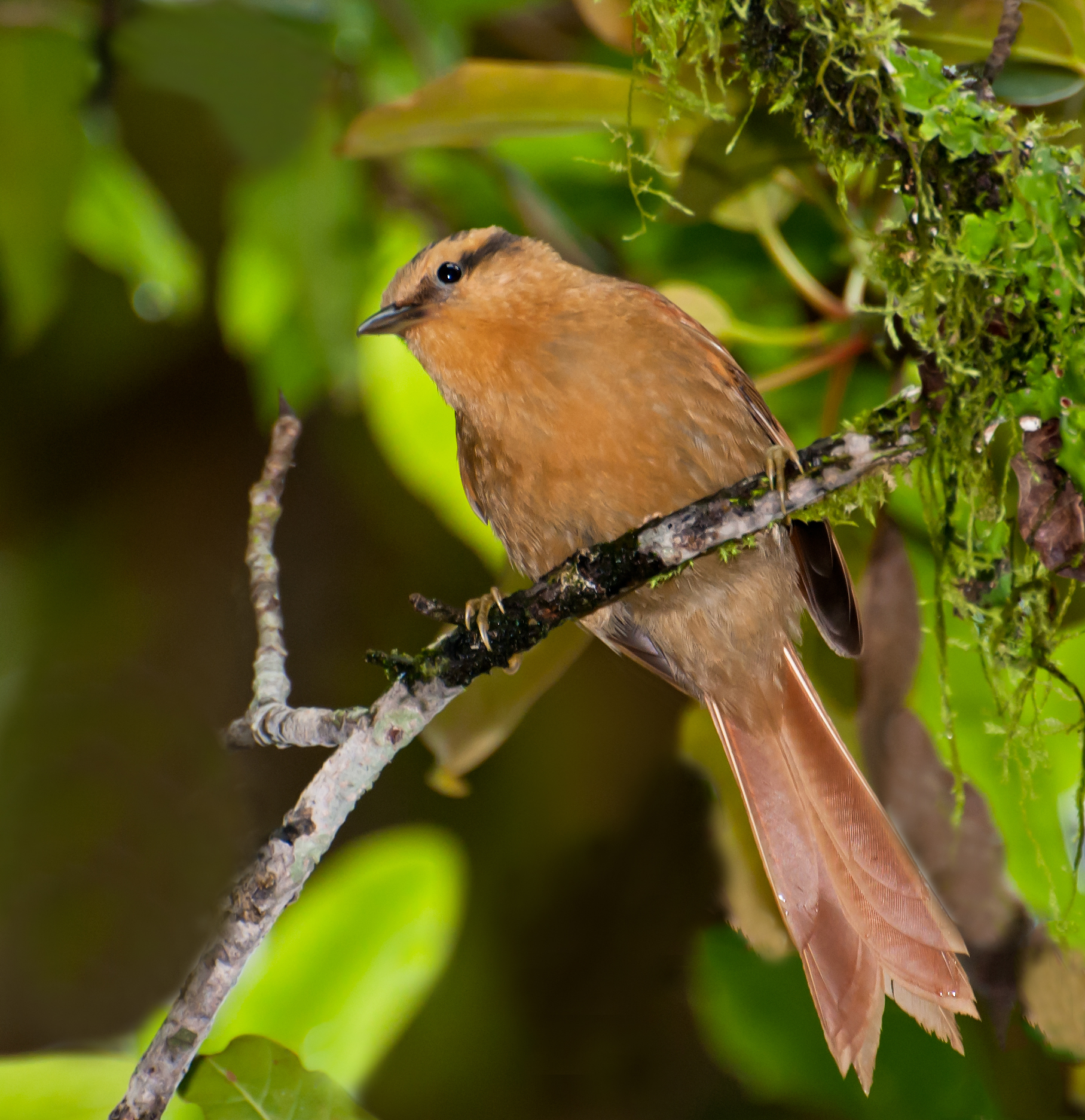
Anabate roux (Philydor rufum)
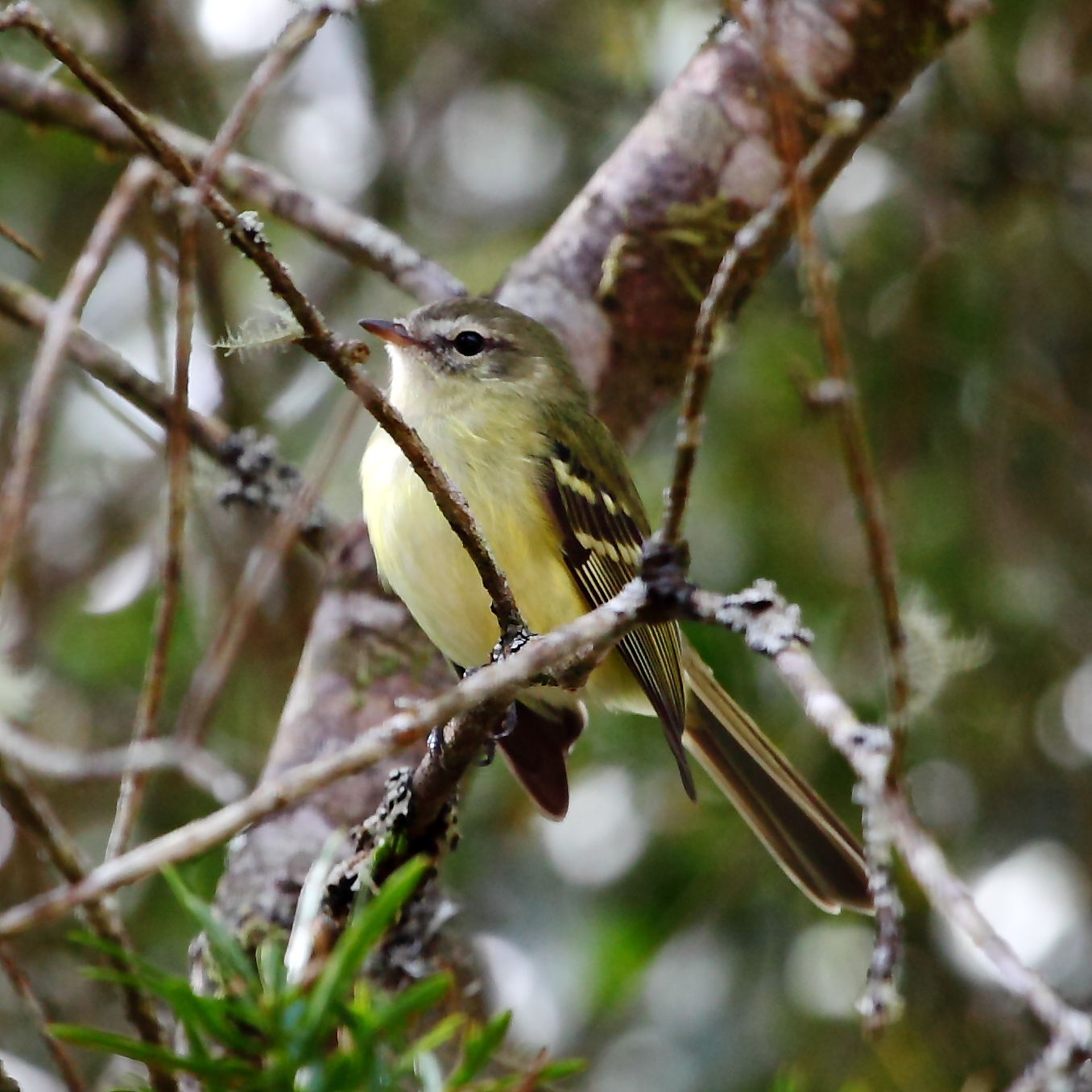
Tyranneau verdin, appelé localement mosqueta corona oliva (Phyllomyias virescens).

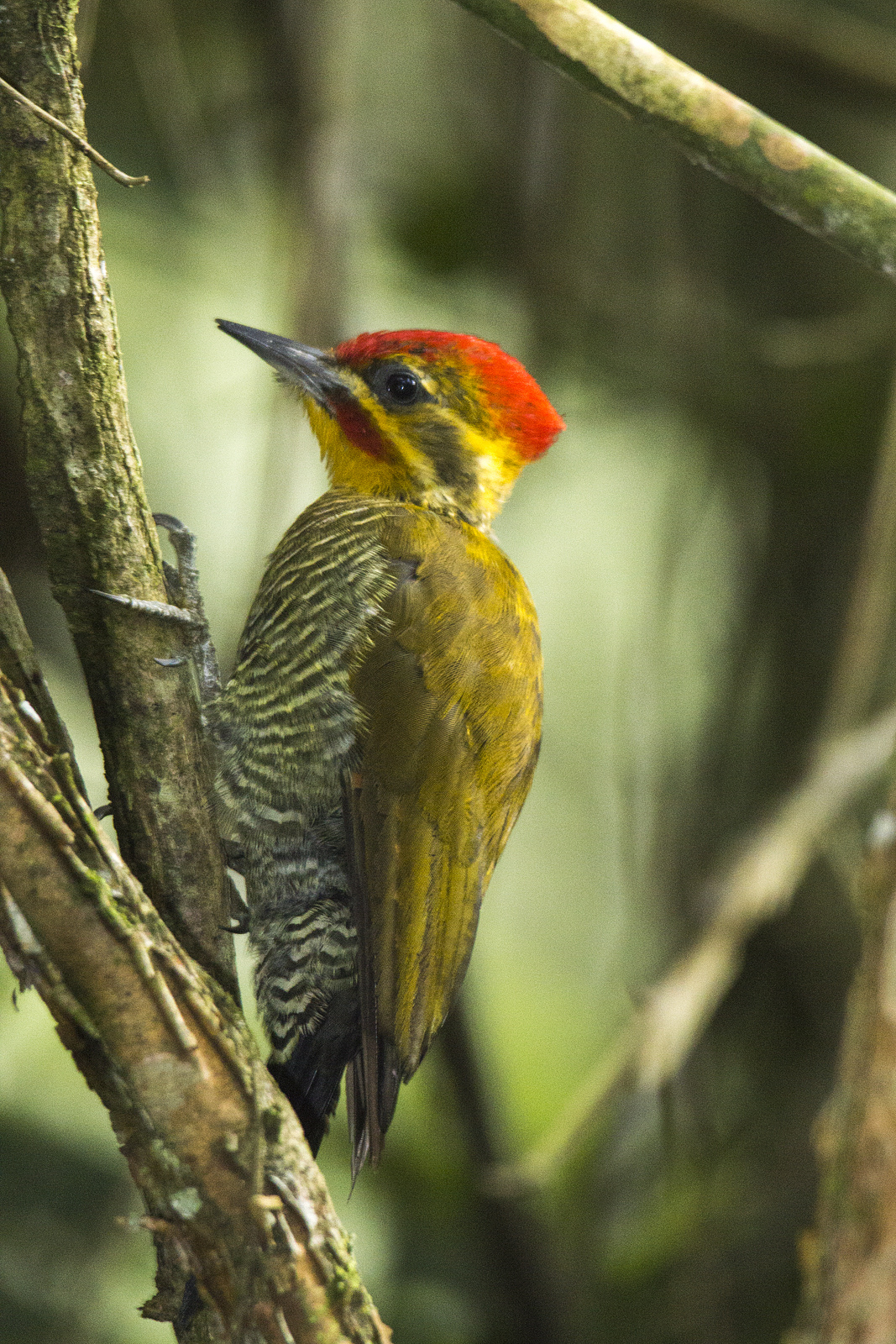
Pic à bandeaux (Piculus aurulentus)
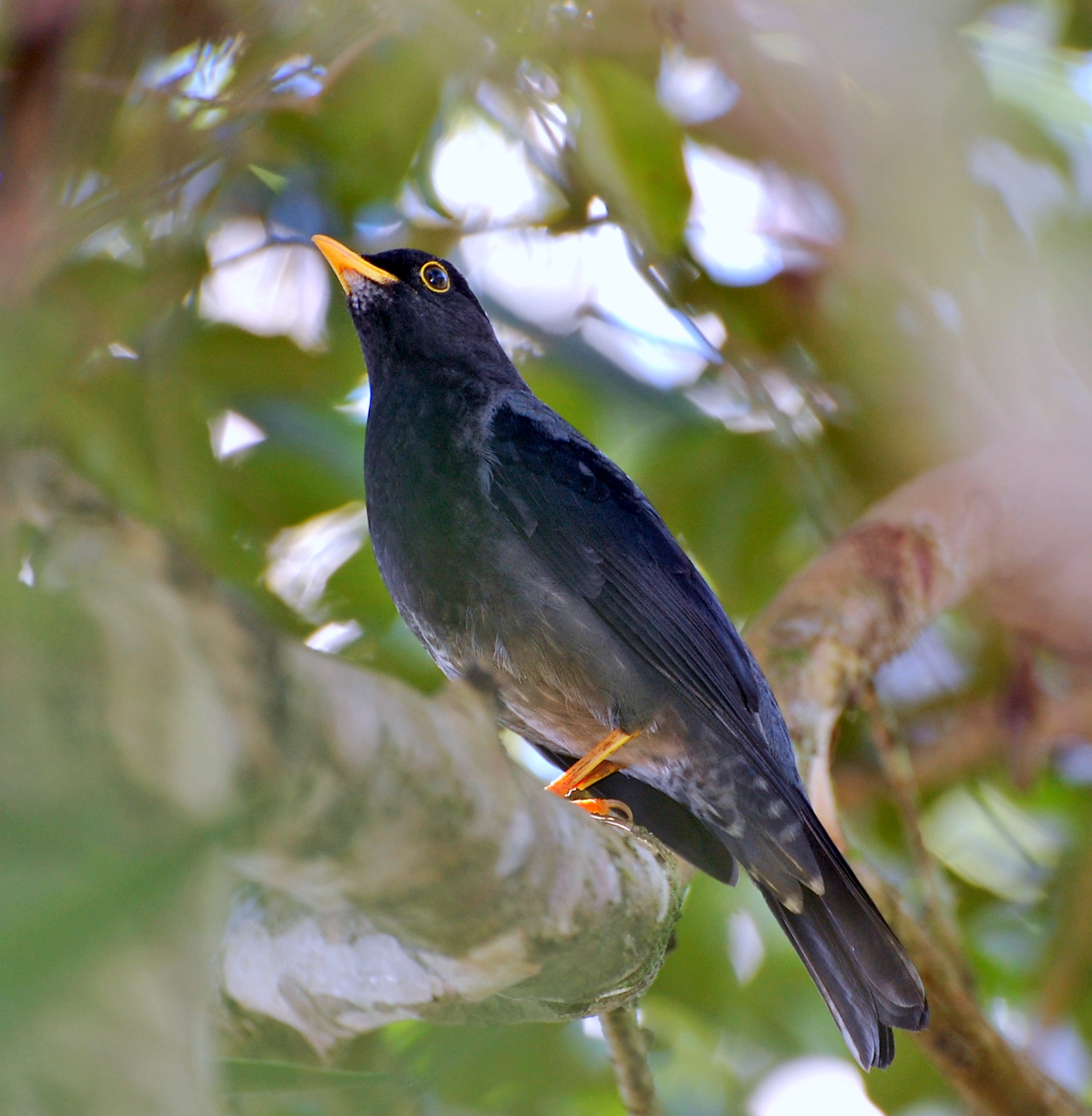
Merle à pattes jaunes (Turdus ou Platycichla flavipes)
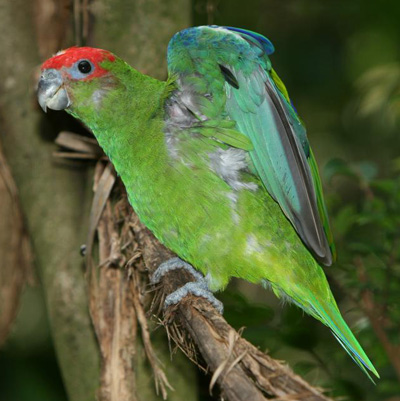
Caïque mitré (Pionopsitta pileata)

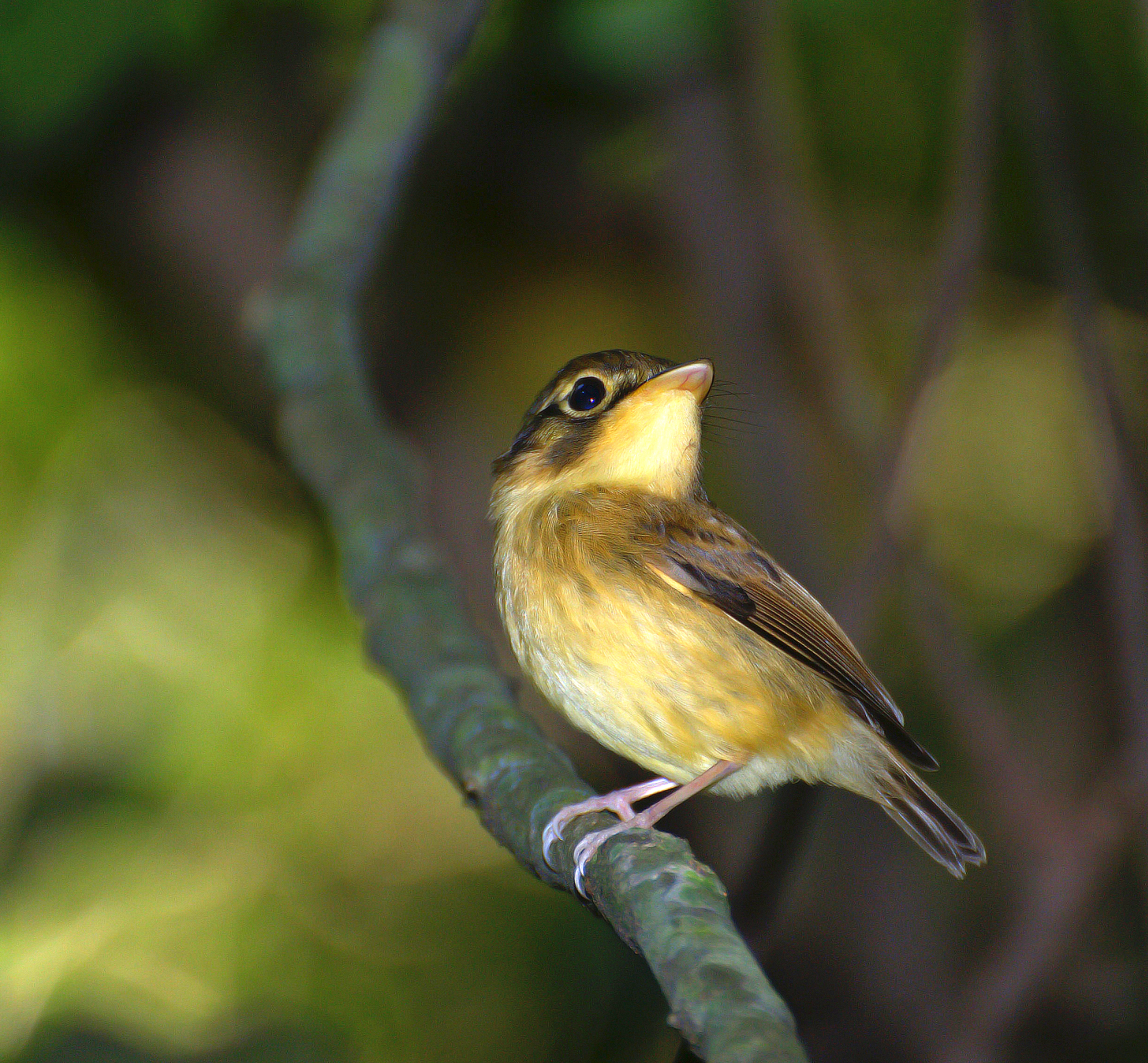
Platyrhynque à moustaches (Platyrinchus mystaceus)
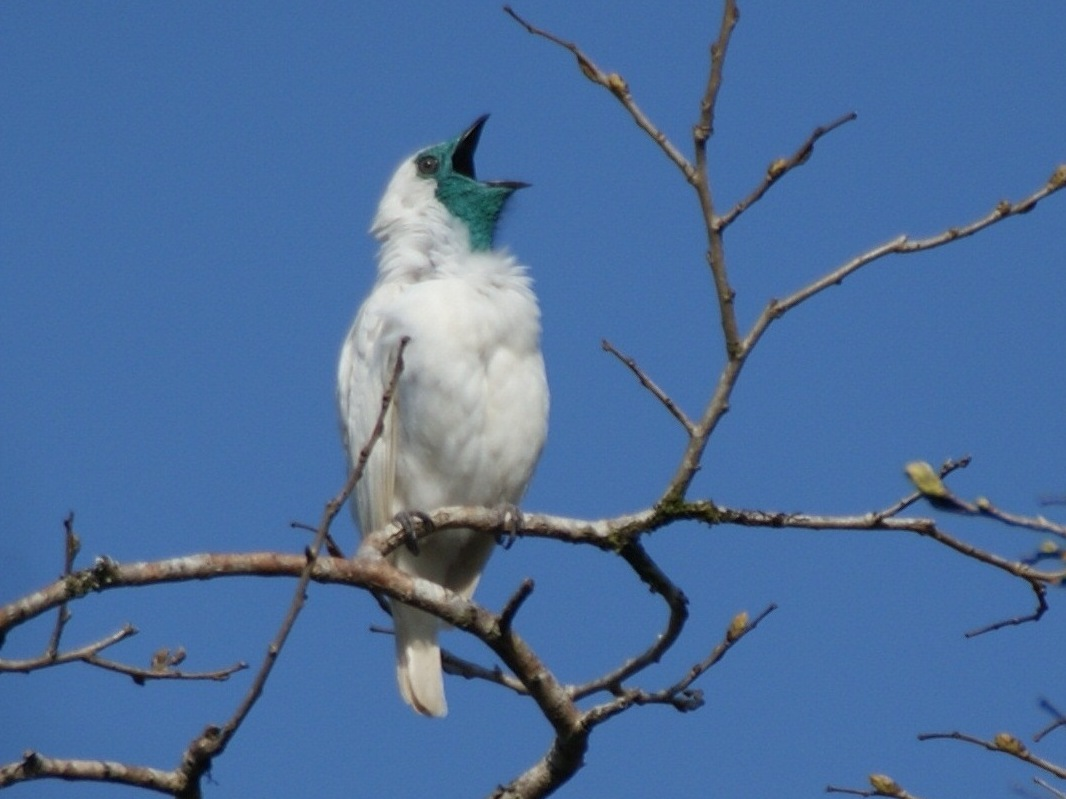
Araponga à gorge nue (mâle) (Procnias nudicollis)
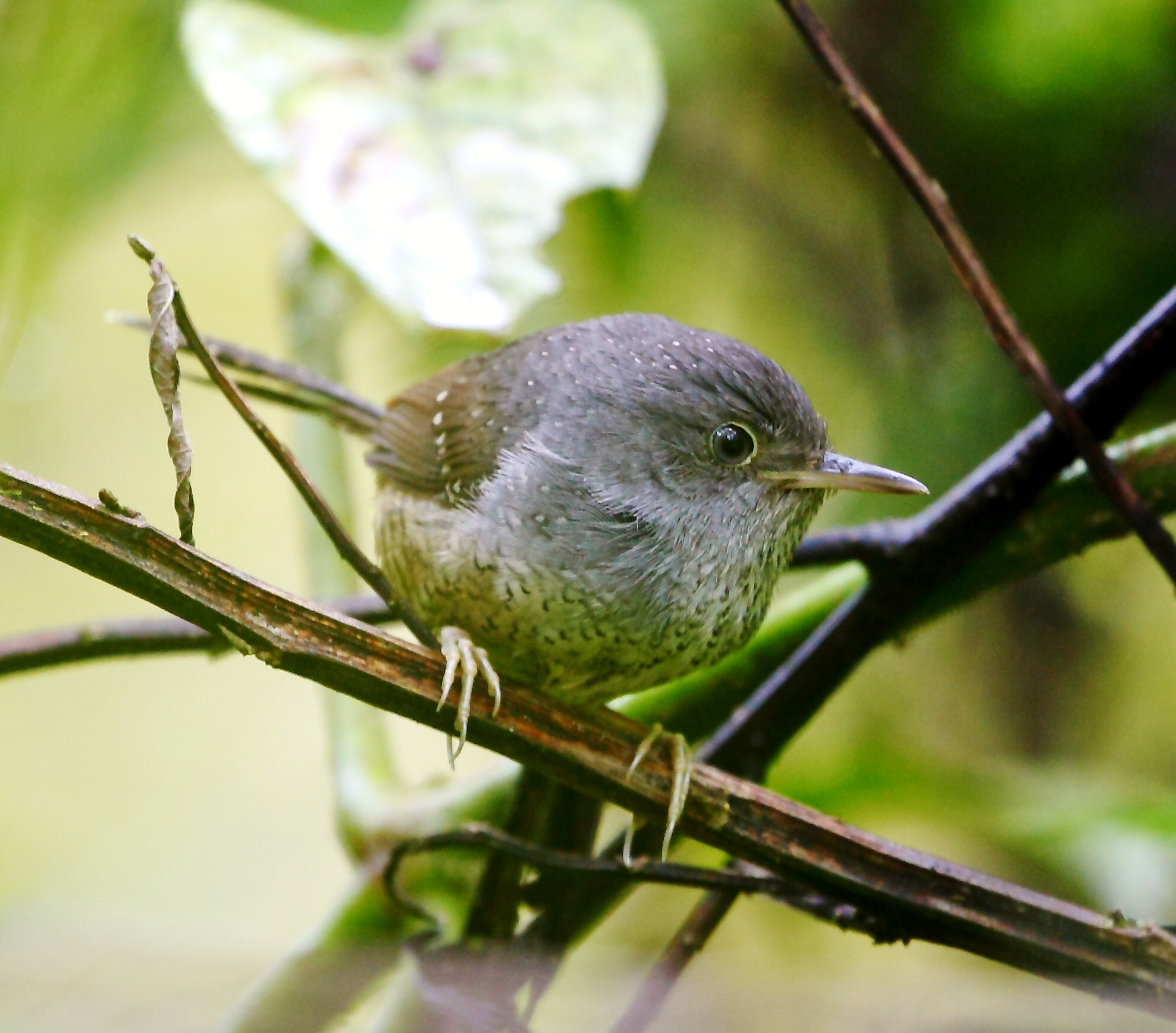
Mérulaxe des bambous (Psilorhamphus guttatus)

### Reptiles

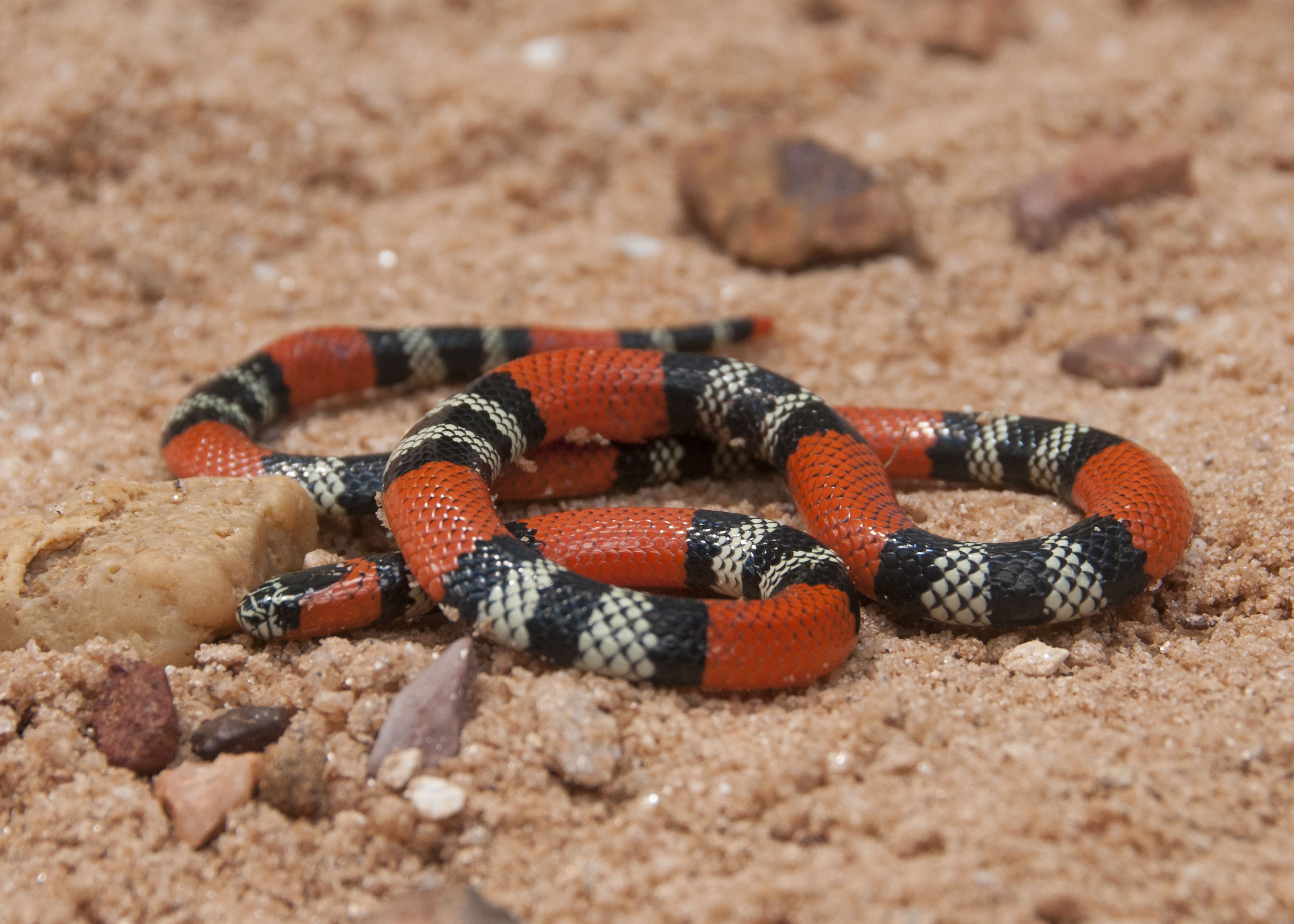
Serpent de corail Micrurus frontalis
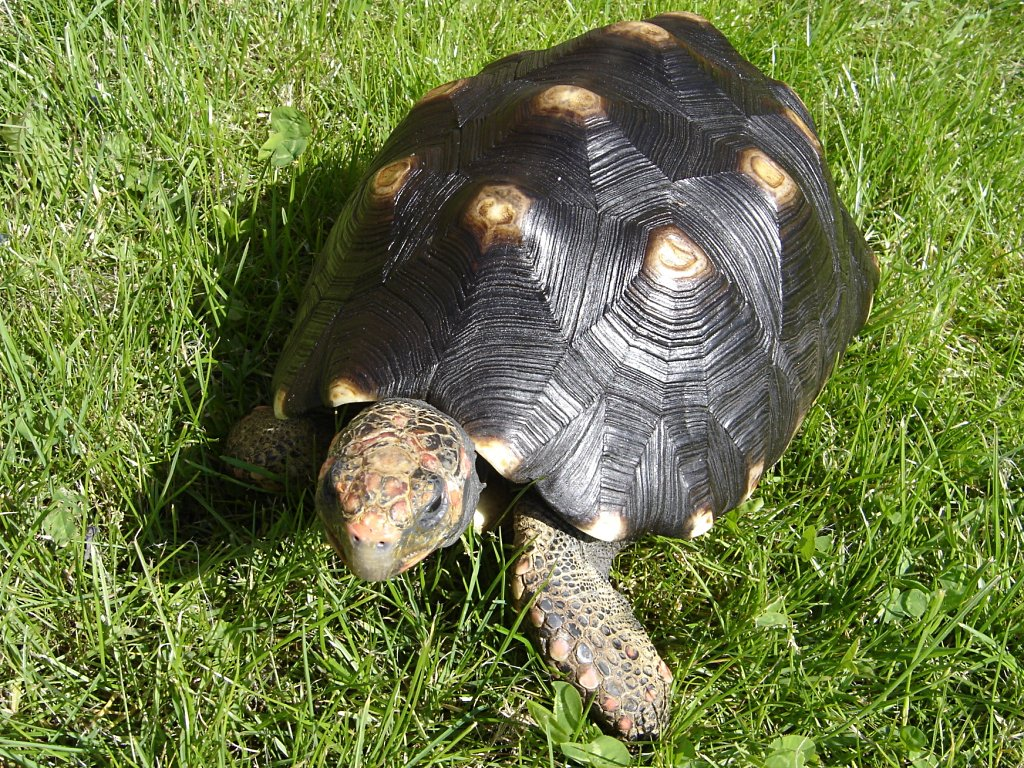
Tortue charbonnière à patte rouge (Chelonoidis carbonaria)
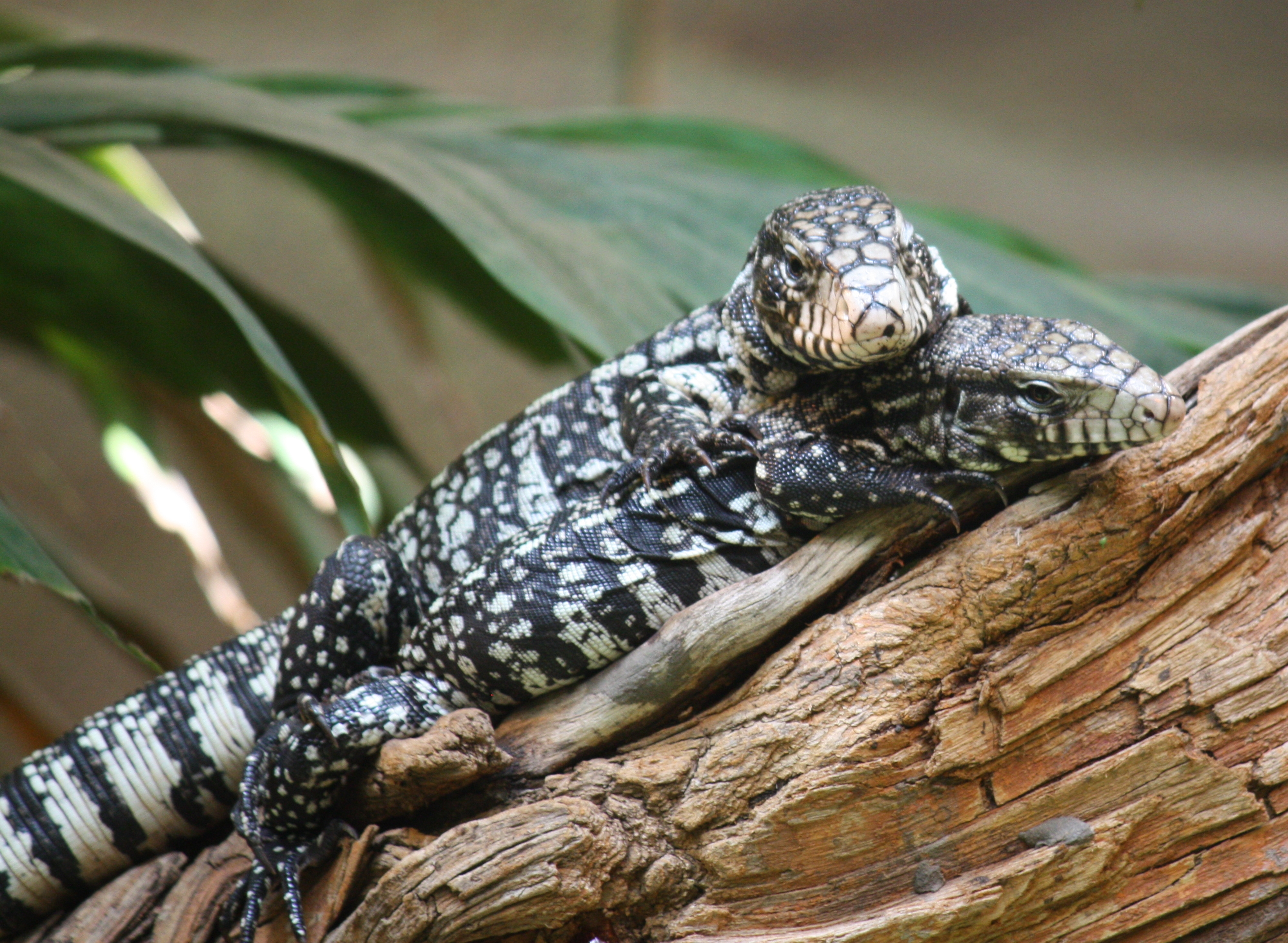
Un Tégu noir et blanc (Tupinambis Merianae)

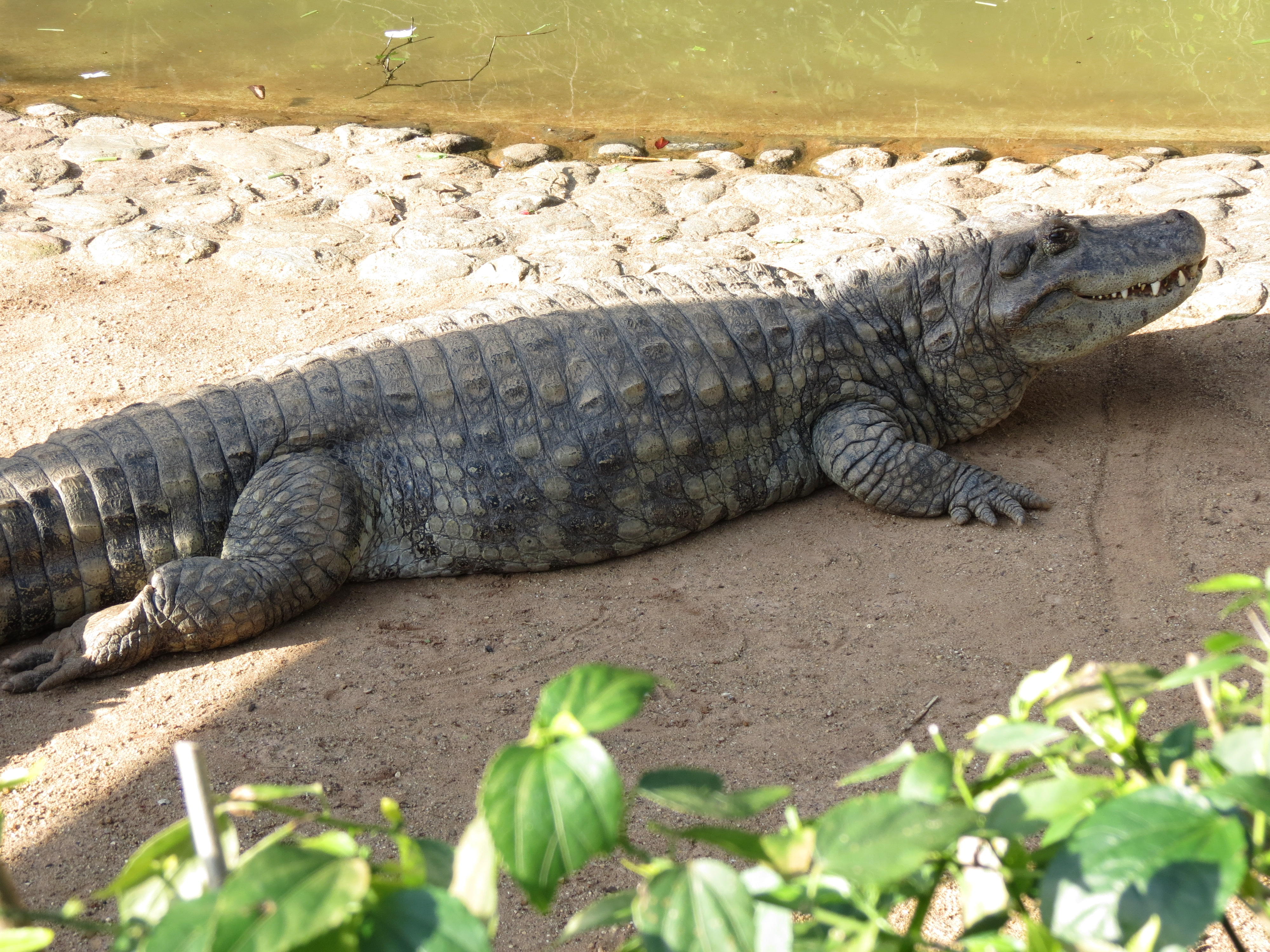
Caïman à museau large (Caiman latirostris)
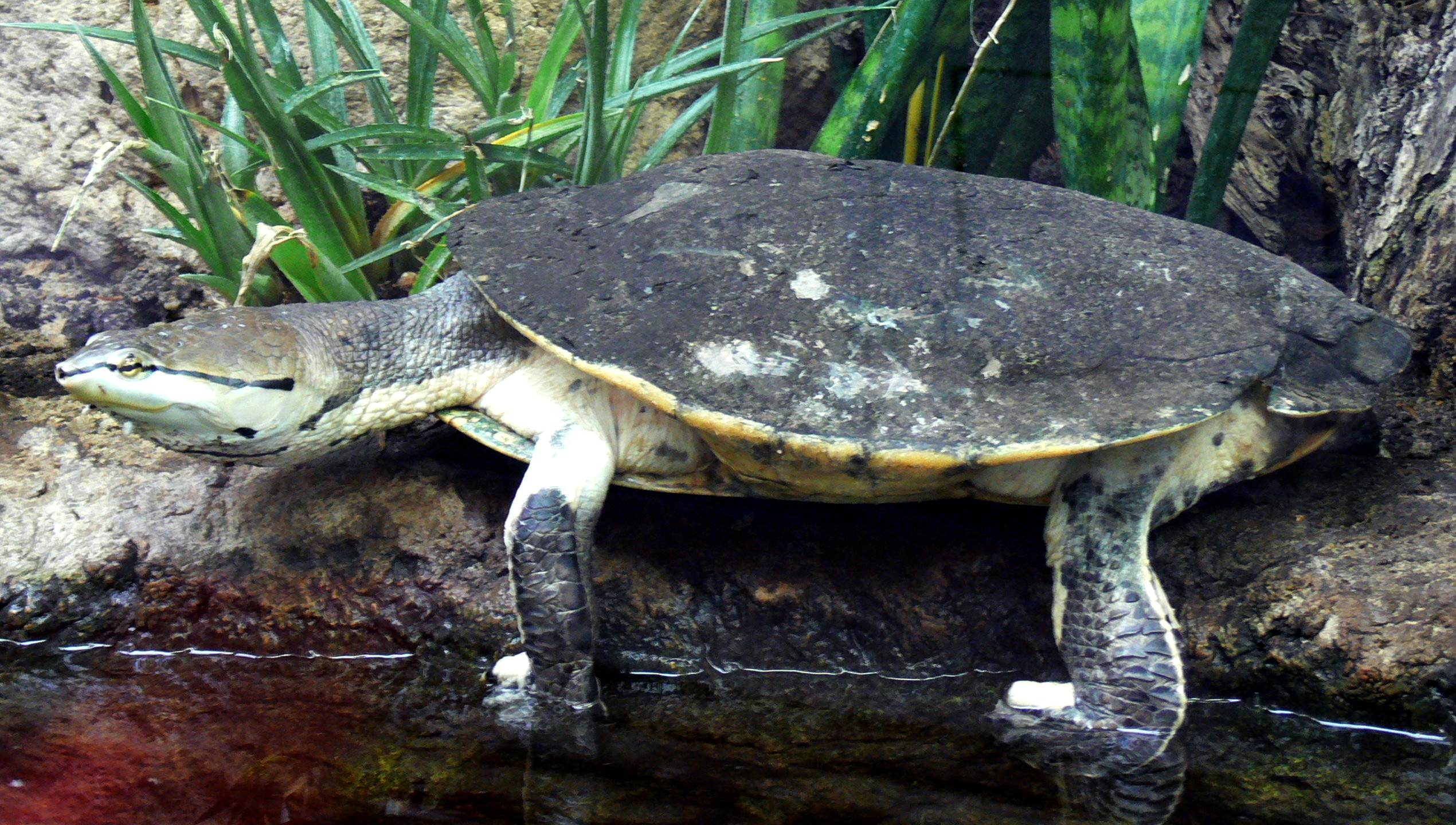
Phrynops hilarii une tortue d'eau nommée ainsi en l'honneur d'Isidore Geoffroy Saint-Hilaire[7].
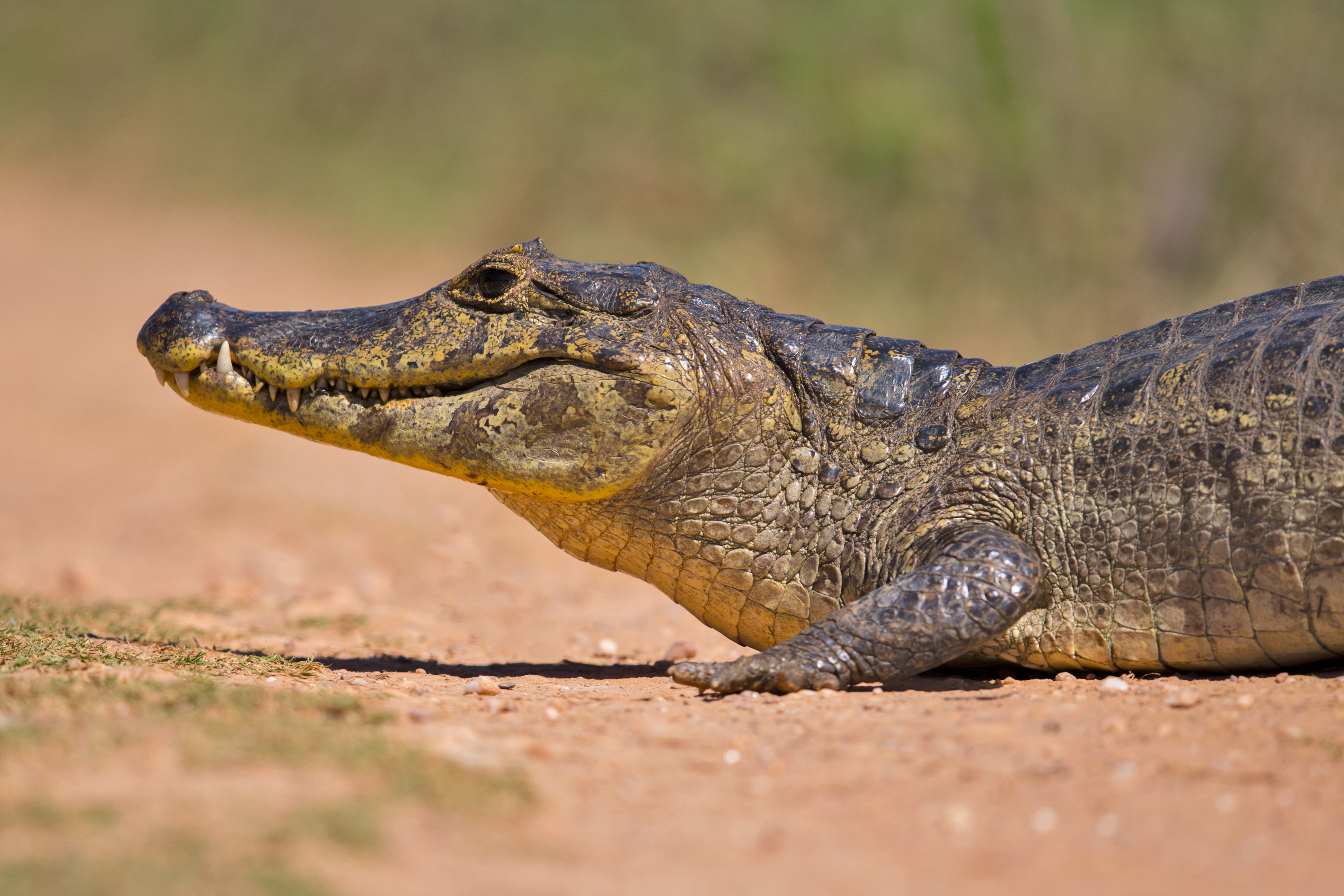
Jacara ou Caïman yacaré ou yacaré negro. C'est un animal utile : il n'attaque pas l'homme mais dévore les Pirañas. Omnivore, il contribue aussi à la dissémination d'espèces végétales dont il stocke les graines dans ses intestins.

### Papillons

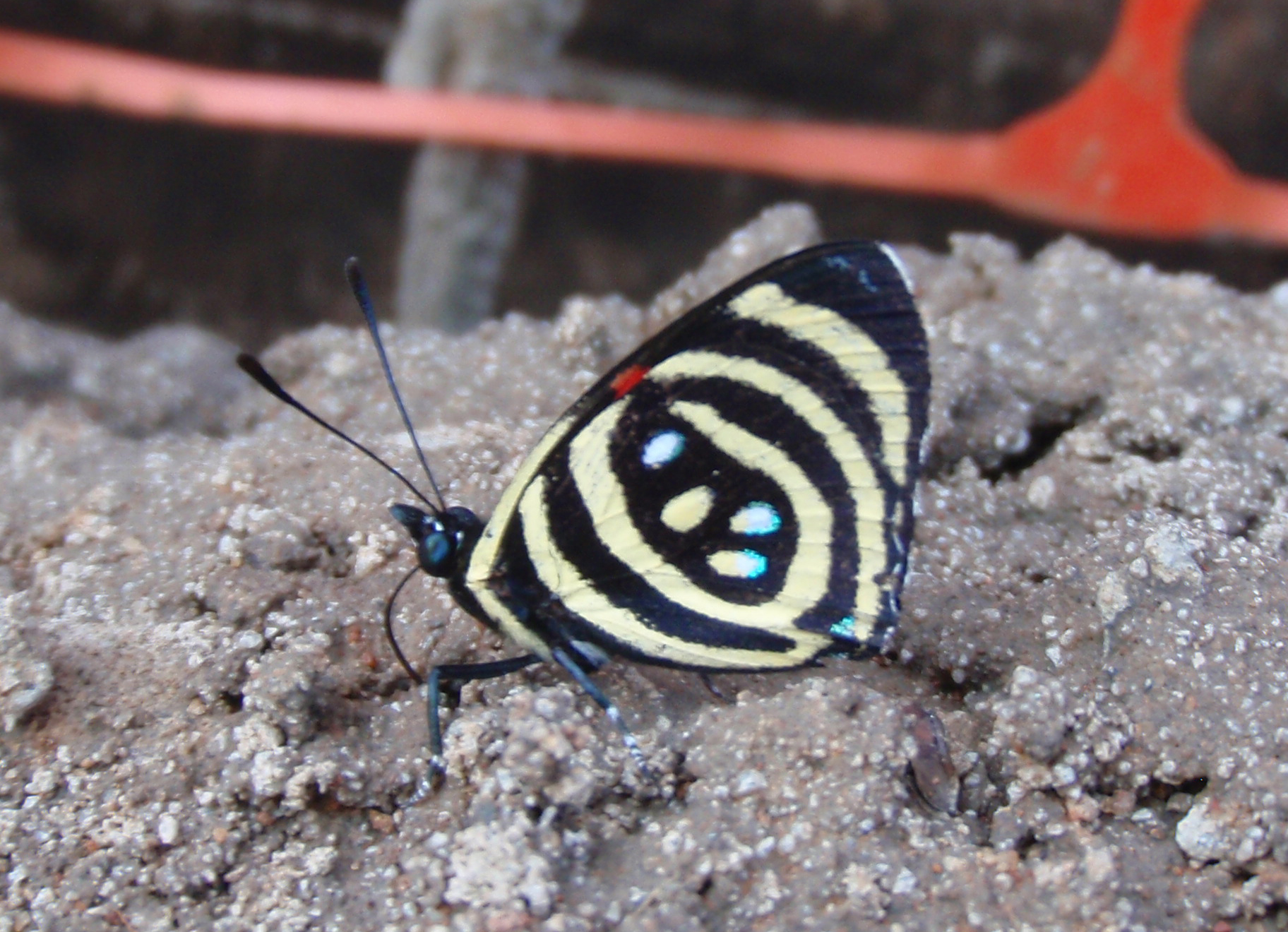
Le Callicore hydaspes est une espèce de lépidoptères (papillons) de la famille des Nymphalidae
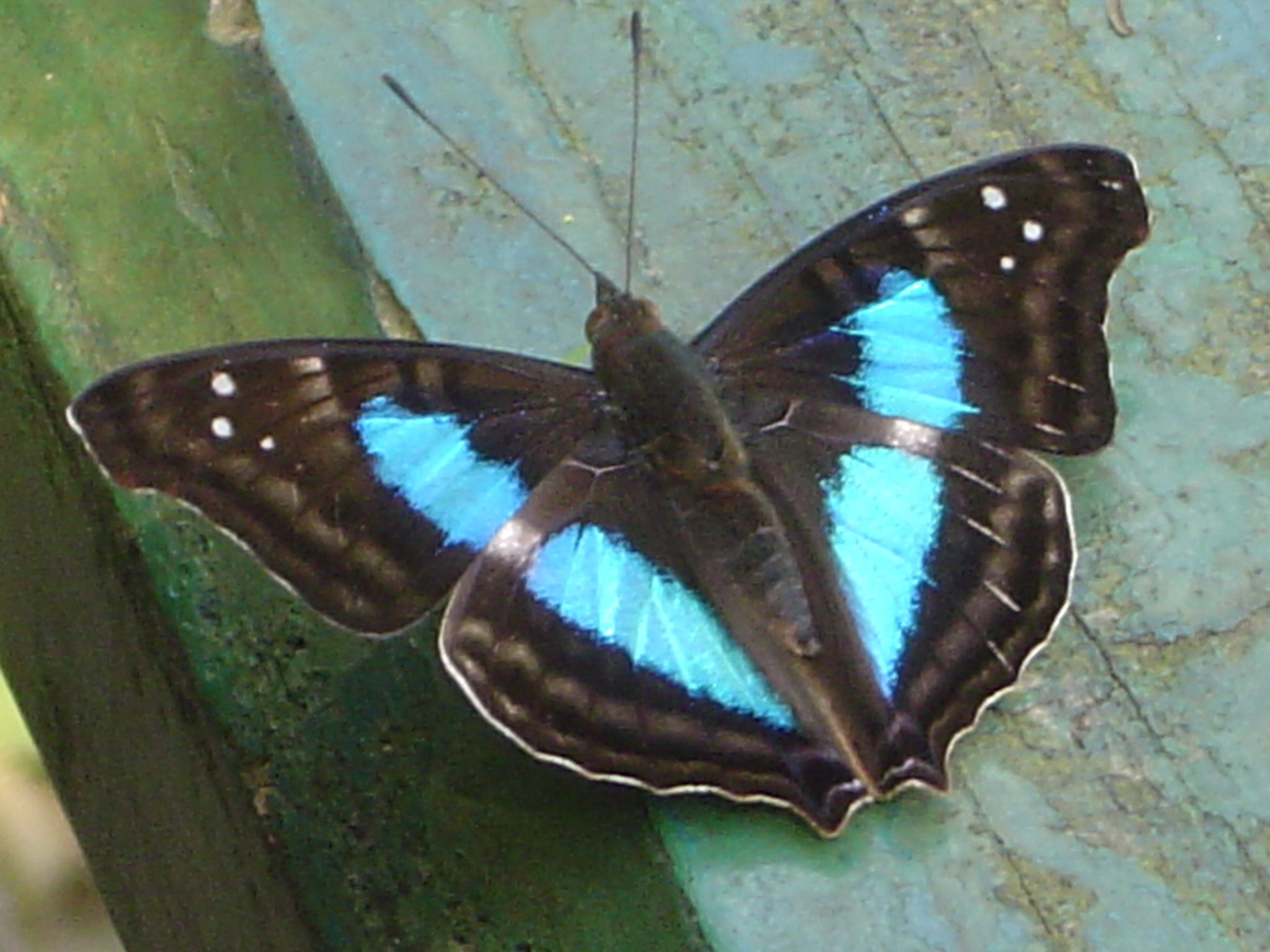
Doxocopa laurentia
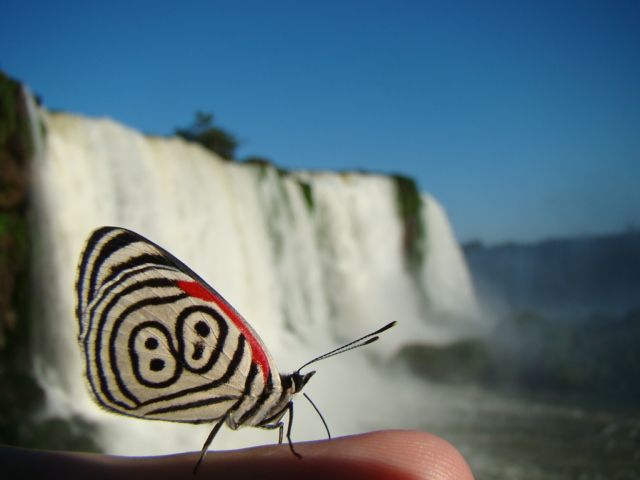
Diaethria clymena, appelée communément Double 8. Ici sous-espèce diaethria clymena janeira photographiée face aux chutes d'Iguazu.

.

## Climat
Non loin des chutes et du parc national, à Puerto Iguazú, les données climatiques se présentent comme suit :  
| Mois                     | jan.  | fév.  | mars  | avril | mai   | juin  | jui.  | août  | sep.  | oct. | nov.  | déc.  | année   |
| ------------------------ | ----- | ----- | ----- | ----- | ----- | ----- | ----- | ----- | ----- | ---- | ----- | ----- | ------- |
| Température moyenne (°C) | 26    | 25,6  | 24,1  | 20,9  | 18    | 16,3  | 16    | 18    | 19,7  | 21,7 | 23,6  | 24,9  | 21,2    |
| Précipitations (mm)      | 172,6 | 174,1 | 114,8 | 199,9 | 184,3 | 154,4 | 131,3 | 124,4 | 137,2 | 182  | 209,5 | 134,6 | 1 919,1 |

### Les débits du rio Iguazú
Le débit du rio Iguazú a été observé pendant 53 ans (1942-1995) à Salto Cataratas, localité située au niveau des chutes d'Iguazú, à une vingtaine de kilomètres de son confluent avec le rio Paraná . Son débit annuel moyen observé sur cette période a été de 1 419 m3/s pour une surface, en amont de la station, de 67 317 km², soit près de 95 % de la totalité du bassin versant. L'Iguazú apparait comme un cours d'eau très abondant et bien alimenté en toutes saisons, et dont le débit présente deux maxima. Le premier correspond au début de l'hiver austral et va de juin à août, le second, correspondant au printemps, a lieu en octobre-novembre. Dès le mois de décembre, le débit de la rivière baisse doucement, mais garde en moyenne un débit important durant toute la saison des basses eaux qui a lieu de décembre à avril.
Sur la période d'observation de 53 ans, le débit mensuel maximal s'est élevé au chiffre, considérable pour un aussi petit bassin, de 12 667 m3/s.

## Les chutes

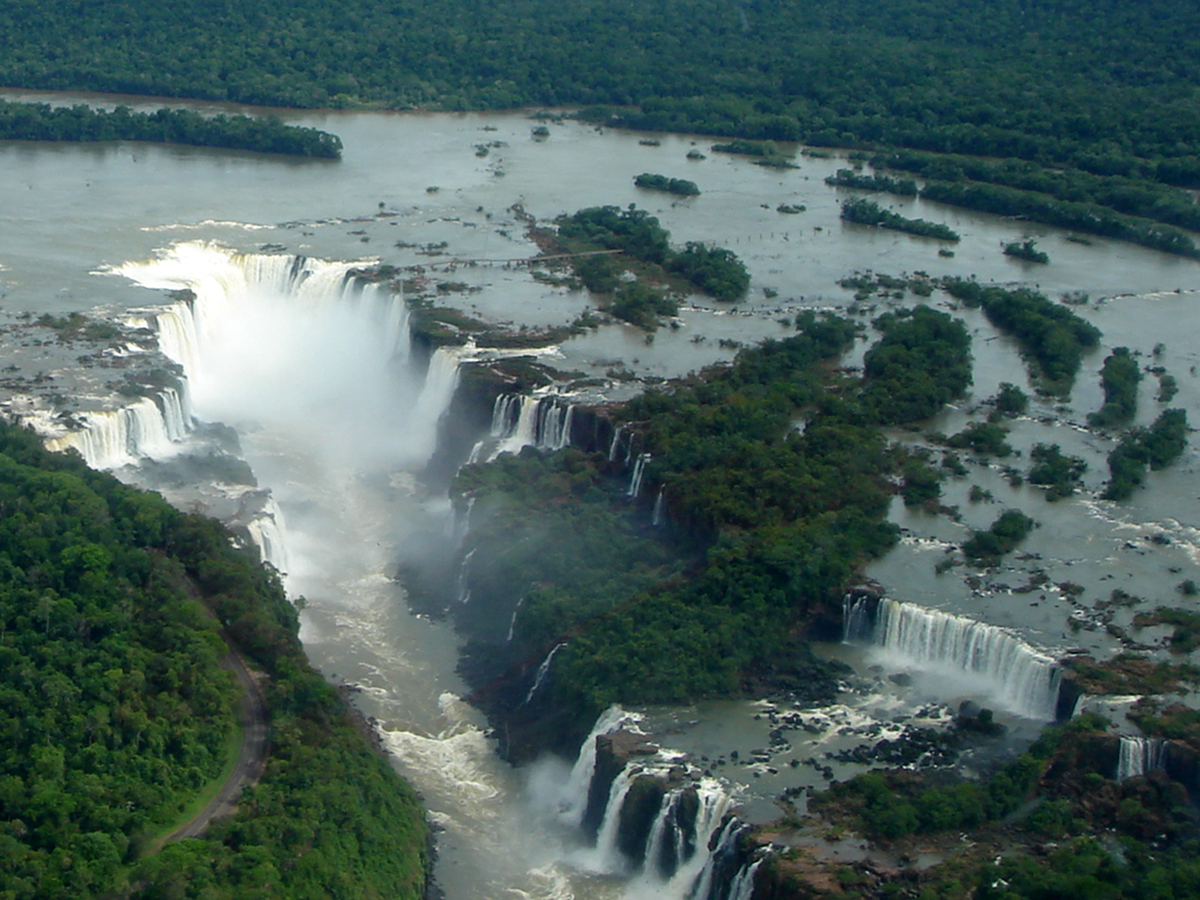
Vue aérienne des chutes de l'Iguazú. Le territoire brésilien se trouve dans la partie inférieure gauche. On remarque que la largeur des chutes argentines est nettement supérieure. Au centre, les îlots de verdure font partie du territoire argentin. Au centre-gauche, la Garganta del Diablo (Gorge du Diable) fait office de frontière.
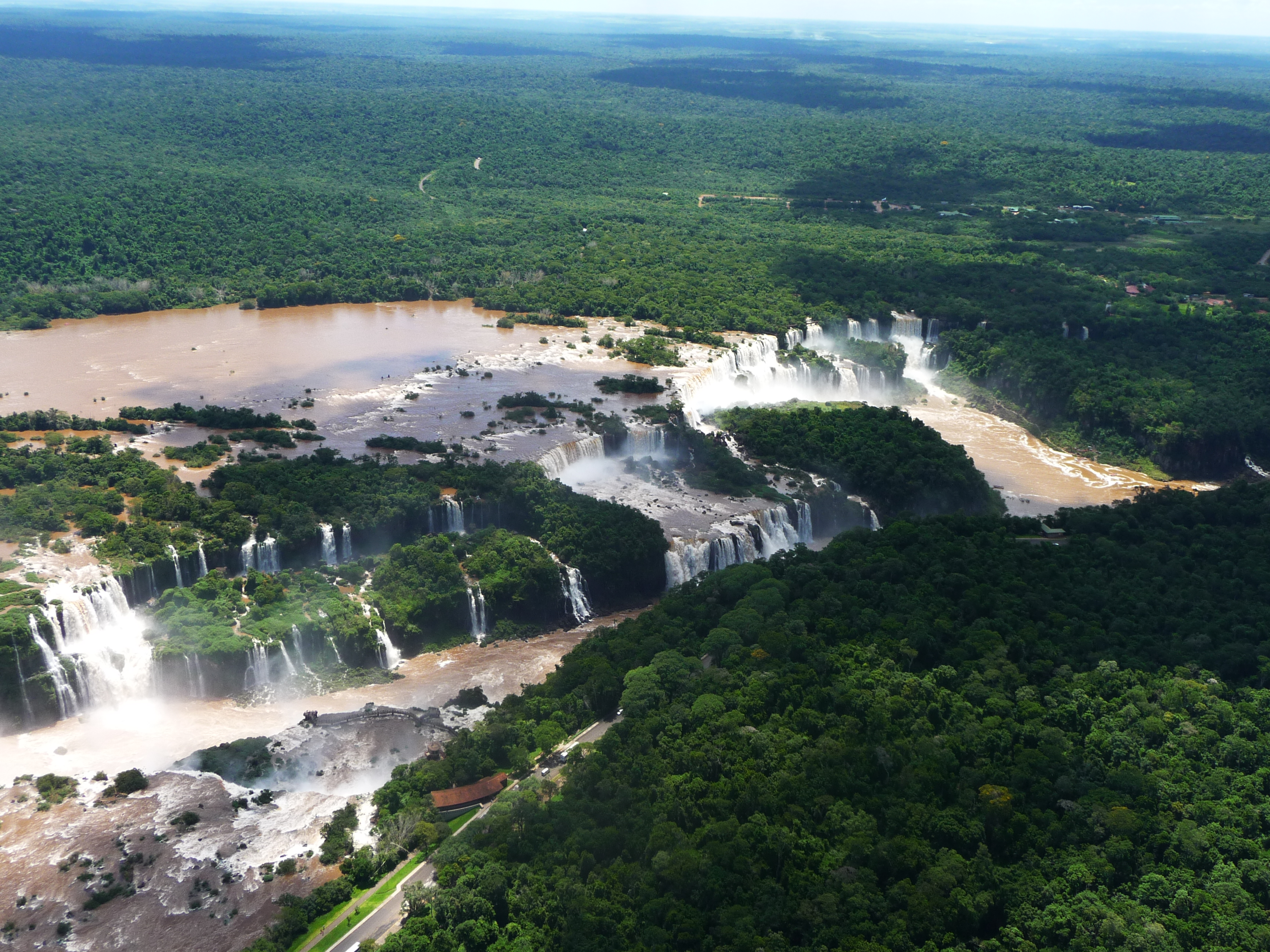
Vue de la partie argentine des chutes, prise depuis le territoire brésilien.

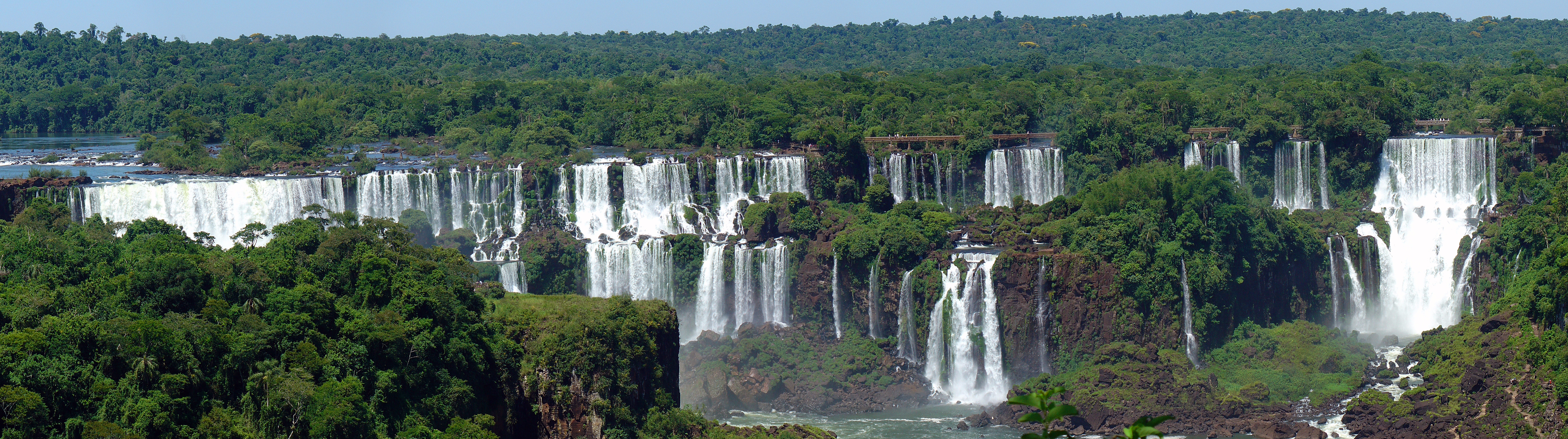
Panorama des chutes du côté argentin.

## Accès

### Voie terrestre

La Route nationale 12. Son extrémité nord-est rejoint le Brésil au niveau de Puerto Iguazú.
La nationale 101.
La route nationale 14 se termine à la frontière brésilienne au niveau de Bernardo de Irigoyen.

Depuis la région de Buenos Aires, par voie de terre, on peut accéder au parc par les routes nationales RN 14 puis RN 101. La localité le plus proche du parc est Puerto Iguazú, à 17 km de distance.
La RN 12 permet aussi d'accéder au parc depuis les régions de Corrientes et de Posadas.

### Voie aérienne
Par voie aérienne, il y a plusieurs vols nationaux et internationaux qui arrivent aux aéroports de Puerto Iguazú (Argentine), Ciudad del Este (Paraguay) et Foz do Iguaçu (Brésil). L'aéroport de Puerto Iguazú se trouve à 7 km du secteur des cataractes.
L'aéroport Aeropuerto Internacional de Puerto Iguazú ou Cataratas del Iguazú (code IATA : IGR, code OACI : SARI) se trouve dans la ville de Puerto Iguazú, ce qui facilite l'accès au parc national et aux Chutes de l'Iguazú. Il a une superficie de 1804 hectares. Sa piste fait 3.300 mètres de long.
Il offre 65 liaisons hebdomadaires avec Buenos Aires (58 liaisons avec l'aéroport Jorge-Newbery et 7 avec l'aéroport international d'Ezeiza) plus 7 liaisons avec Cordoba, 5 avec Rosario et 4 avec Mendoza. En 2017, il a enregistré 1.001.151 voyageurs.

### Intérieur du parc
Le train écologique de la jungle permet d'accéder aux chutes d'Iguazú.

## Logement

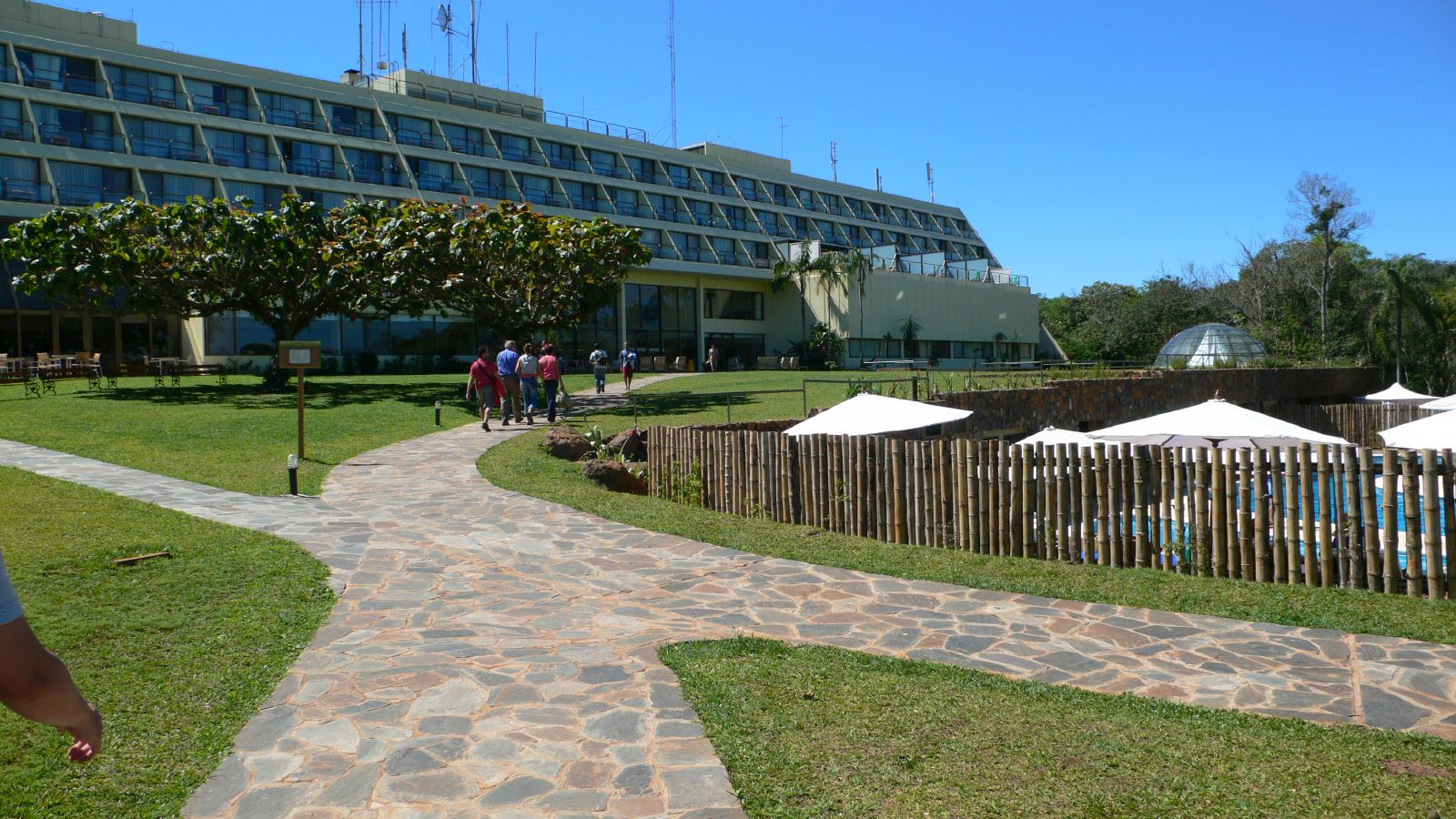
Vue de l'hôtel Sheraton Iguazú depuis le parc de l'hôtel.

Signalons l'hôtel Sheraton Iguazú Resort & Spa (plus connu comme Hotel Sheraton Iguazú), hôtel cinq étoiles de tourisme international, qui se trouve à l'intérieur du parc national d'Iguazú, non loin des cataractes de l'Iguazú. Il fut inauguré en 1978.